# Carl XVI Gustafs härstamning

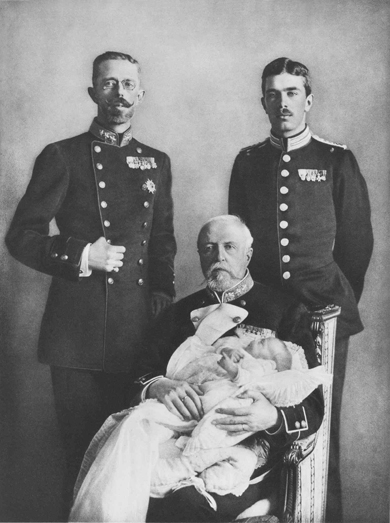
Fyra generationer Bernadotte. Stående t.v. kronprins Gustaf (farfars far), stående t.h. arvprins Gustaf Adolf (farfar), sittande kung Oscar II (farfars farfar), och i knät arvprins Gustaf Adolf (far).

Kung Carl XVI Gustaf är den sjunde medlemmen av släkten Bernadotte som är Sveriges monark. Ätten Bernadotte är ursprungligen en borgerlig släkt med rötter i Frankrike, som på fädernet kan spåras tillbaka till en Joandou du Poey i slutet av 1500-talet.

## Anfäder
Text i versaler avser en regerande monark. Gemåler till regerande monarker anges utan titel.
|                                 |  |  |  |  |  |  |  |                                   |  |  |  |  |  |  |  |                                                                   |  |  |  |  |  |  |  |                                                                     |  |  |  |  |  |  |  | 16. Kung Oscar II av Sverige och Norge (1829–1907)                                   |
|                                 |  |  |  |  |  |  |  |                                   |  |  |  |  |  |  |  |                                                                   |  |  |  |  |  |  |  |                                                                     |  |  |  |  |  |  |  |                                                                                      |
|                                 |  |  |  |  |  |  |  |                                   |  |  |  |  |  |  |  |                                                                   |  |  |  |  |  |  |  | 8. Kung Gustaf V (1858–1950)                                        |  |  |  |  |  |  |  |                                                                                      |
|                                 |  |  |  |  |  |  |  |                                   |  |  |  |  |  |  |  |                                                                   |  |  |  |  |  |  |  |                                                                     |  |  |  |  |  |  |  |                                                                                      |
|                                 |  |  |  |  |  |  |  |                                   |  |  |  |  |  |  |  |                                                                   |  |  |  |  |  |  |  |                                                                     |  |  |  |  |  |  |  | 17. Sofia av Nassau (syster till 27.) (1836–1913)                                    |
|                                 |  |  |  |  |  |  |  |                                   |  |  |  |  |  |  |  |                                                                   |  |  |  |  |  |  |  |                                                                     |  |  |  |  |  |  |  |                                                                                      |
|                                 |  |  |  |  |  |  |  |                                   |  |  |  |  |  |  |  | 4. Kung Gustaf VI Adolf (1882–1973)                               |  |  |  |  |  |  |  |                                                                     |  |  |  |  |  |  |  |                                                                                      |
|                                 |  |  |  |  |  |  |  |                                   |  |  |  |  |  |  |  |                                                                   |  |  |  |  |  |  |  |                                                                     |  |  |  |  |  |  |  |                                                                                      |
|                                 |  |  |  |  |  |  |  |                                   |  |  |  |  |  |  |  |                                                                   |  |  |  |  |  |  |  |                                                                     |  |  |  |  |  |  |  | 18. Storhertig Fredrik I av Baden (1826–1907)                                        |
|                                 |  |  |  |  |  |  |  |                                   |  |  |  |  |  |  |  |                                                                   |  |  |  |  |  |  |  |                                                                     |  |  |  |  |  |  |  |                                                                                      |
|                                 |  |  |  |  |  |  |  |                                   |  |  |  |  |  |  |  |                                                                   |  |  |  |  |  |  |  | 9. Victoria av Baden (1862–1930)                                    |  |  |  |  |  |  |  |                                                                                      |
|                                 |  |  |  |  |  |  |  |                                   |  |  |  |  |  |  |  |                                                                   |  |  |  |  |  |  |  |                                                                     |  |  |  |  |  |  |  |                                                                                      |
|                                 |  |  |  |  |  |  |  |                                   |  |  |  |  |  |  |  |                                                                   |  |  |  |  |  |  |  |                                                                     |  |  |  |  |  |  |  | 19. Louise av Preussen (1838–1923)                                                   |
|                                 |  |  |  |  |  |  |  |                                   |  |  |  |  |  |  |  |                                                                   |  |  |  |  |  |  |  |                                                                     |  |  |  |  |  |  |  |                                                                                      |
|                                 |  |  |  |  |  |  |  | 2. Prins Gustaf Adolf (1906–1947) |  |  |  |  |  |  |  |                                                                   |  |  |  |  |  |  |  |                                                                     |  |  |  |  |  |  |  |                                                                                      |
|                                 |  |  |  |  |  |  |  |                                   |  |  |  |  |  |  |  |                                                                   |  |  |  |  |  |  |  |                                                                     |  |  |  |  |  |  |  |                                                                                      |
|                                 |  |  |  |  |  |  |  |                                   |  |  |  |  |  |  |  |                                                                   |  |  |  |  |  |  |  |                                                                     |  |  |  |  |  |  |  | 20. (även 24.) Albert av Sachsen-Coburg-Gotha (1819–1861)                            |
|                                 |  |  |  |  |  |  |  |                                   |  |  |  |  |  |  |  |                                                                   |  |  |  |  |  |  |  |                                                                     |  |  |  |  |  |  |  |                                                                                      |
|                                 |  |  |  |  |  |  |  |                                   |  |  |  |  |  |  |  |                                                                   |  |  |  |  |  |  |  | 10. Prins Arthur av Storbritannien, hertig av Connaught (1850–1942) |  |  |  |  |  |  |  |                                                                                      |
|                                 |  |  |  |  |  |  |  |                                   |  |  |  |  |  |  |  |                                                                   |  |  |  |  |  |  |  |                                                                     |  |  |  |  |  |  |  |                                                                                      |
|                                 |  |  |  |  |  |  |  |                                   |  |  |  |  |  |  |  |                                                                   |  |  |  |  |  |  |  |                                                                     |  |  |  |  |  |  |  | 21. (även 25.) Drottning Viktoria av Storbritannien kejsarinna av Indien (1819–1901) |
|                                 |  |  |  |  |  |  |  |                                   |  |  |  |  |  |  |  |                                                                   |  |  |  |  |  |  |  |                                                                     |  |  |  |  |  |  |  |                                                                                      |
|                                 |  |  |  |  |  |  |  |                                   |  |  |  |  |  |  |  | 5. Prinsessan Margareta av Storbritannien (Connaught) (1882–1920) |  |  |  |  |  |  |  |                                                                     |  |  |  |  |  |  |  |                                                                                      |
|                                 |  |  |  |  |  |  |  |                                   |  |  |  |  |  |  |  |                                                                   |  |  |  |  |  |  |  |                                                                     |  |  |  |  |  |  |  |                                                                                      |
|                                 |  |  |  |  |  |  |  |                                   |  |  |  |  |  |  |  |                                                                   |  |  |  |  |  |  |  |                                                                     |  |  |  |  |  |  |  | 22. Prins Fredrik Karl av Preussen (1828–1885)                                       |
|                                 |  |  |  |  |  |  |  |                                   |  |  |  |  |  |  |  |                                                                   |  |  |  |  |  |  |  |                                                                     |  |  |  |  |  |  |  |                                                                                      |
|                                 |  |  |  |  |  |  |  |                                   |  |  |  |  |  |  |  |                                                                   |  |  |  |  |  |  |  | 11. Prinsessan Luise Margarethe av Preussen (1860–1917)             |  |  |  |  |  |  |  |                                                                                      |
|                                 |  |  |  |  |  |  |  |                                   |  |  |  |  |  |  |  |                                                                   |  |  |  |  |  |  |  |                                                                     |  |  |  |  |  |  |  |                                                                                      |
|                                 |  |  |  |  |  |  |  |                                   |  |  |  |  |  |  |  |                                                                   |  |  |  |  |  |  |  |                                                                     |  |  |  |  |  |  |  | 23. Prinsessan Maria Anna av Anhalt-Dessau (1837–1906)                               |
|                                 |  |  |  |  |  |  |  |                                   |  |  |  |  |  |  |  |                                                                   |  |  |  |  |  |  |  |                                                                     |  |  |  |  |  |  |  |                                                                                      |
| 1. Kung Carl XVI Gustaf (1946–) |  |  |  |  |  |  |  |                                   |  |  |  |  |  |  |  |                                                                   |  |  |  |  |  |  |  |                                                                     |  |  |  |  |  |  |  |                                                                                      |
|                                 |  |  |  |  |  |  |  |                                   |  |  |  |  |  |  |  |                                                                   |  |  |  |  |  |  |  |                                                                     |  |  |  |  |  |  |  | 24. Samma som 20. (Anförlust)                                                        |
|                                 |  |  |  |  |  |  |  |                                   |  |  |  |  |  |  |  |                                                                   |  |  |  |  |  |  |  |                                                                     |  |  |  |  |  |  |  |                                                                                      |
|                                 |  |  |  |  |  |  |  |                                   |  |  |  |  |  |  |  |                                                                   |  |  |  |  |  |  |  | 12. Prins Leopold av Storbritannien, hertig av Albany (1853–1884)   |  |  |  |  |  |  |  |                                                                                      |
|                                 |  |  |  |  |  |  |  |                                   |  |  |  |  |  |  |  |                                                                   |  |  |  |  |  |  |  |                                                                     |  |  |  |  |  |  |  |                                                                                      |
|                                 |  |  |  |  |  |  |  |                                   |  |  |  |  |  |  |  |                                                                   |  |  |  |  |  |  |  |                                                                     |  |  |  |  |  |  |  | 25. Samma som 21. (Anförlust)                                                        |
|                                 |  |  |  |  |  |  |  |                                   |  |  |  |  |  |  |  |                                                                   |  |  |  |  |  |  |  |                                                                     |  |  |  |  |  |  |  |                                                                                      |
|                                 |  |  |  |  |  |  |  |                                   |  |  |  |  |  |  |  | 6. Hertig Karl Edvard av Sachsen-Coburg & Gotha (1884–1954)       |  |  |  |  |  |  |  |                                                                     |  |  |  |  |  |  |  |                                                                                      |
|                                 |  |  |  |  |  |  |  |                                   |  |  |  |  |  |  |  |                                                                   |  |  |  |  |  |  |  |                                                                     |  |  |  |  |  |  |  |                                                                                      |
|                                 |  |  |  |  |  |  |  |                                   |  |  |  |  |  |  |  |                                                                   |  |  |  |  |  |  |  |                                                                     |  |  |  |  |  |  |  | 26. Furst Georg Viktor av Waldeck-Pyrmont (1831–1893)                                |
|                                 |  |  |  |  |  |  |  |                                   |  |  |  |  |  |  |  |                                                                   |  |  |  |  |  |  |  |                                                                     |  |  |  |  |  |  |  |                                                                                      |
|                                 |  |  |  |  |  |  |  |                                   |  |  |  |  |  |  |  |                                                                   |  |  |  |  |  |  |  | 13. Prinsessan Hélène av Waldeck och Pyrmont (1861–1922)            |  |  |  |  |  |  |  |                                                                                      |
|                                 |  |  |  |  |  |  |  |                                   |  |  |  |  |  |  |  |                                                                   |  |  |  |  |  |  |  |                                                                     |  |  |  |  |  |  |  |                                                                                      |
|                                 |  |  |  |  |  |  |  |                                   |  |  |  |  |  |  |  |                                                                   |  |  |  |  |  |  |  |                                                                     |  |  |  |  |  |  |  | 27. Helena av Nassau (syster till 17.) (1831–1888)                                   |
|                                 |  |  |  |  |  |  |  |                                   |  |  |  |  |  |  |  |                                                                   |  |  |  |  |  |  |  |                                                                     |  |  |  |  |  |  |  |                                                                                      |
|                                 |  |  |  |  |  |  |  | 3. Prinsessan Sibylla (1908–1972) |  |  |  |  |  |  |  |                                                                   |  |  |  |  |  |  |  |                                                                     |  |  |  |  |  |  |  |                                                                                      |
|                                 |  |  |  |  |  |  |  |                                   |  |  |  |  |  |  |  |                                                                   |  |  |  |  |  |  |  |                                                                     |  |  |  |  |  |  |  |                                                                                      |
|                                 |  |  |  |  |  |  |  |                                   |  |  |  |  |  |  |  |                                                                   |  |  |  |  |  |  |  |                                                                     |  |  |  |  |  |  |  | 28. Hertig Fredrik av Glücksburg (1814–1885)                                         |
|                                 |  |  |  |  |  |  |  |                                   |  |  |  |  |  |  |  |                                                                   |  |  |  |  |  |  |  |                                                                     |  |  |  |  |  |  |  |                                                                                      |
|                                 |  |  |  |  |  |  |  |                                   |  |  |  |  |  |  |  |                                                                   |  |  |  |  |  |  |  | 14. Hertig Fredrik Ferdinand av Glücksburg (1855–1934)              |  |  |  |  |  |  |  |                                                                                      |
|                                 |  |  |  |  |  |  |  |                                   |  |  |  |  |  |  |  |                                                                   |  |  |  |  |  |  |  |                                                                     |  |  |  |  |  |  |  |                                                                                      |
|                                 |  |  |  |  |  |  |  |                                   |  |  |  |  |  |  |  |                                                                   |  |  |  |  |  |  |  |                                                                     |  |  |  |  |  |  |  | 29. Prinsessan Adelheid av Schaumburg-Lippe (1821–1899)                              |
|                                 |  |  |  |  |  |  |  |                                   |  |  |  |  |  |  |  |                                                                   |  |  |  |  |  |  |  |                                                                     |  |  |  |  |  |  |  |                                                                                      |
|                                 |  |  |  |  |  |  |  |                                   |  |  |  |  |  |  |  | 7. Victoria Adelheid av Glücksburg (1885–1970)                    |  |  |  |  |  |  |  |                                                                     |  |  |  |  |  |  |  |                                                                                      |
|                                 |  |  |  |  |  |  |  |                                   |  |  |  |  |  |  |  |                                                                   |  |  |  |  |  |  |  |                                                                     |  |  |  |  |  |  |  |                                                                                      |
|                                 |  |  |  |  |  |  |  |                                   |  |  |  |  |  |  |  |                                                                   |  |  |  |  |  |  |  |                                                                     |  |  |  |  |  |  |  | 30. Hertig Fredrik av Augustenburg (1829–1880)                                       |
|                                 |  |  |  |  |  |  |  |                                   |  |  |  |  |  |  |  |                                                                   |  |  |  |  |  |  |  |                                                                     |  |  |  |  |  |  |  |                                                                                      |
|                                 |  |  |  |  |  |  |  |                                   |  |  |  |  |  |  |  |                                                                   |  |  |  |  |  |  |  | 15. Prinsessan Karolina Matilda av Augustenburg (1860–1932)         |  |  |  |  |  |  |  |                                                                                      |
|                                 |  |  |  |  |  |  |  |                                   |  |  |  |  |  |  |  |                                                                   |  |  |  |  |  |  |  |                                                                     |  |  |  |  |  |  |  |                                                                                      |
|                                 |  |  |  |  |  |  |  |                                   |  |  |  |  |  |  |  |                                                                   |  |  |  |  |  |  |  |                                                                     |  |  |  |  |  |  |  | 31. Prinsessan Adelheid av Hohenlohe-Langenburg (1835–1900)                          |
|                                 |  |  |  |  |  |  |  |                                   |  |  |  |  |  |  |  |                                                                   |  |  |  |  |  |  |  |                                                                     |  |  |  |  |  |  |  |                                                                                      |

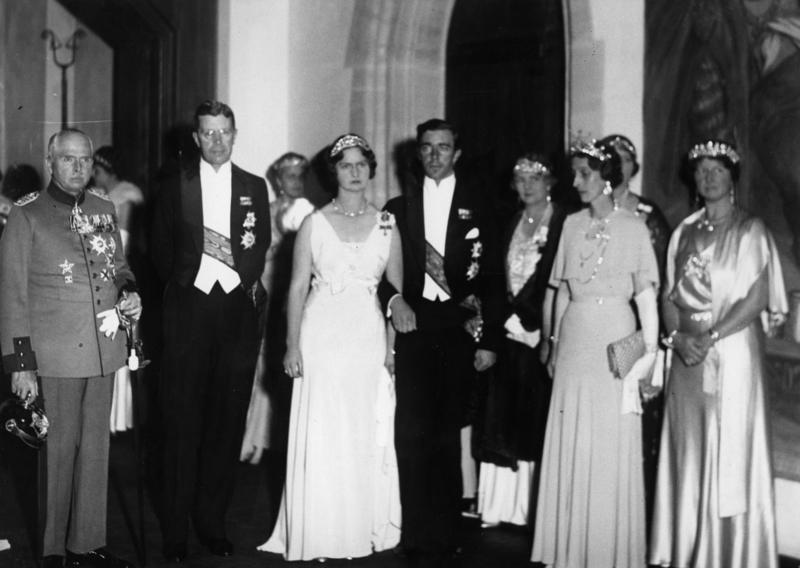
Foto från Carl XVI Gustafs föräldrars bröllop på Veste Coburg under polterabend:
Karl Edvard (morfar), Gustaf (VI) Adolf (farfar), Sibylla (mor), Gustaf Adolf (far), Louise (Gustaf VI Adolf:s andra fru) och Victoria Adelheid (mormor).

Genom tidigare Bernadottekungars giftermål med representanter för andra regerande furstliga hus, alltsedan Oscar I:s gemål Josefina av Leuchtenberg, omfattar Carl XVI Gustafs anor, i andra bakåtgående linjer än den rena svärdssidan, släktförbindelser med ett stort antal europeiska kejserliga, kungliga, furstliga och högadliga dynastier liksom med borgerliga släkter både i Sverige, Tyskland och resten av Europa.
Ett dominerande inslag i släkten utgör de tyska släktförbindelserna. Detta eftersom Tyskland fram till monarkins avskaffande 1918 bestod av många småstater, nästan alla med sitt eget regerande furstehus. En annan faktor i beaktande är att efter reformationen på 1500-talet, dvs brytningen mellan romersk-katolska kyrkan och protestantiska samfund, så skedde det mycket få äktenskap mellan makar av som tillhörde endera variant av kristendom. Förutom tyska furstehus som var lutheraner eller kalvinister, så fanns det bara Danmark, Nederländerna och Storbritannien att välja bland, och i undantagsfall ortodoxa likt Ryssland.
Också kungens farmor och morfar hade flerfaldiga tyska anor, även om de var födda som medlemmar av det brittiska kungahuset, detta eftersom från Georg I:s regeringstid till Georg V:s namnbyte av sitt hus under första världskriget, så förväntades brittiska kungligheter gifta sig med jämbördiga kungligheter enligt tysk-kontinental kutym.

## Kopplingar till tidigare svenska kungaätter
Genom de tyska släktbanden föreligger även släktskap med äldre svenska dynastier. Kungens farfars mor, Victoria av Baden, var barnbarn till den avsatte svenske kungen Gustav IV Adolfs dotter prinsessan Sofia av ätten Holstein-Gottorp; denna ätt regerade i Sverige 1751-1818. Han i sin tur härstammade från Karl IX:s dotter Katarina. Redan via Oscar I:s gemål Josefina av Leuchtenberg fanns dock en förbindelse med Vasaätten, då Josefinas mor Augusta av Bayern på mödernet härstammade från prinsessan Katarina (se antavla i Augustas artikel för exakt härledning). Släktband finns även till Katarinas fastrar Cecilia, Katarina och Elisabet, tre av Gustav Vasas döttrar. Josefina av Leuchtenberg härstammade även från Gustav Vasas motståndare Kristian II av Oldenburgska ätten. Dessutom har han även anor från Olof Skötkonung.
Släkttavlor som visar Carl XVI Gustafs härstamning från till exempel Vasaätten finns även i artiklarna om Holstein-Gottorpska ätten och släkten Bernadotte.

## Upprepade släktförbindelser
På grund av de ofta mycket täta äktenskapliga förbindelserna mellan de europeiska furstehusen återfinns vissa av Carl XVI Gustafs anfäder och -mödrar i flera olika "roller" i dennes anor. Till exempel är Drottning Viktoria I av Storbritannien såväl hans farmors farmor som morfars farmor. Detta eftersom kungens farmor Margareta och hans morfar Karl Edvard av Sachsen-Coburg-Gotha var kusiner. Vidare var den tyske hertigen Vilhelm I av Nassau såväl far till Carl Gustafs farfars farmor, drottning Sofia som till hans morfars mormor Helena av Nassau-Weilburg. Ytterligare en generation bakåt återfinns kung Fredrik Vilhelm III av Preussen som anfader till såväl kungens farmors mor, Luise av Preussen (gift med Prins Arthur, hertig av Connaught och Strathearn), som till hans farfars mor, Victoria av Baden.
De två ovan först nämnda släktskapen, som utgör de närmaste släktskapen mellan kungens förfäder, kan också uttryckas så här: Carl XVI Gustafs föräldrar var både sysslingar och bryllingar till varandra. Sysslingar eftersom kungens far Gustaf Adolfs morfar och kungens mor Sibyllas farfar var bröder. Bryllingar eftersom Gustaf Adolfs farfars mor och Sibyllas farmors mor var systrar. Dessa två närmaste släktskap ger upphov till en anförlust för kungen på 18,75 %. Anförlusten är naturligtvis betydligt större då hänsyn även tas till de övriga släktskapen mellan kungens förfäder.

## Kända äldre anfäder
Genom den engelska drottning Victorias förfäder härstammar Carl XVI Gustaf från ett stort antal av de medeltida kungarna av England ända tillbaka till Vilhelm Erövraren, och via denne även från vikingahövdingen Gånge-Rolf, vilken cirka 913 blev hertig av Normandie. Genom Vilhelm Erövrarens hustru, Matilda av Flandern, härstammar han från Karl den store.
Genom de engelska medeltidskungarnas (bland annat Edvard II:s) äktenskapsförbindelser med Frankrike kan Carl XVI Gustaf också bland sina anor räkna in den franske helgonkungen Ludvig den helige och andra kungar av huset Capet ända tillbaka till denna dynastis grundare Hugo Capet. 

## Antavla
Ordningsföljden och numreringen följer standarden Kekulés system.
Tre sätt att snabbt hitta i antavlan:
- Genom att använda länkarna "(F M B)". Dessa leder till personens far, mor och barn. (Inte aktuellt vid utskrift.)
- Genom talet som finns framför varje person. En persons far kan hittas genom att fördubbla talet. Genom att därefter addera ett, finner man personens mor.
- Genom att förstå ordningsföljden på personerna. En far nämns före en mor och en fars föräldrar före en mors föräldrar. Genom att studera vilket släktskap personerna i generation 1 till 3 har till kungen och deras ordningsföljd förstår du kanske ordningen på samtliga personer i antavlan.

(Generation 8 är inte komplett ännu och uppgifterna i generationerna 7 och 8 är, åtminstone i sin helhet, ännu inte lika väl verifierade som uppgifterna i övriga generationer.) 

 1. Kungen: Carl XVI Gustaf  

### Generation 1
2. Far: Prins Gustaf Adolf, hertig av Västerbotten (1906–1947)  (syssling och brylling till nummer 3)

 3. Mor: Prinsessan Sibylla av Sachsen-Coburg-Gotha (1908–1972)  (syssling och brylling till nummer 2)

### Generation 2
4. Farfar: Gustaf VI Adolf av Sverige (1882–1973)  (syssling till nummer 6, brylling till nummer 5)

 5. Farmor: Margaret av Connaught (1882–1920)  (kusin till nummer 6, brylling till nummer 4)

 6. Morfar: Karl Edvard av Sachsen-Coburg-Gotha (1884–1954)  (syssling till nummer 4 och 15 samt kusin till nummer 5)

 7. Mormor: Victoria Adelheid av Schleswig-Holstein-Sonderburg-Glücksburg (1885–1970)  (brylling till nummer 2 och 3)

### Generation 3
8. Farfars far: Gustaf V av Sverige (1858–1950)  (kusin till nummer 13)

 9. Farfars mor: Victoria av Baden (1862–1930)  (syssling till nummer 11)

 10. Farmors far: Arthur av Connaught (1850–1942)  (bror till nummer 12)

 11. Farmors mor: Luise av Preussen (1860–1917)  (syssling till nummer 9)

 12. Morfars far: Leopold av Albany (1853–1884)  (bror till nummer 10)

 13. Morfars mor: Helene av Waldeck och Pyrmont (1861–1922)  (kusin till nummer 8)

 14. Mormors far: Fredrik Ferdinand av Schleswig-Holstein-Sonderburg-Glücksburg (1855–1934)  

 15. Mormors mor: Karolina Matilda av Holstein-Augustenburg (1860–1932)  (syssling till nummer 6)

### Generation 4
16. Farfars farfar: Oscar II av Sverige (1829–1907)  

 17. Farfars farmor: Sofia av Nassau (1836–1913)  (syster till nummer 27)

 18. Farfars morfar: Fredrik I av Baden (1826–1907)  

 19. Farfars mormor: Louise av Preussen (1838–1923)  (kusin till nummer 22)

 20. Farmors farfar: Albert av Sachsen-Coburg-Gotha (1819–1861)  (kusin till nummer 21, samma som nummer 24)

 21. Farmors farmor: Viktoria I av Storbritannien (1819–1901)  (kusin till nummer 20 halvsyster till nummer 63, samma som nummer 25)

 22. Farmors morfar: Fredrik Karl av Preussen (1828–1885)  (kusin till nummer 19)

 23. Farmors mormor: Maria Anna av Anhalt-Dessau (1837–1906)  

 24. Morfars farfar: Albert av Sachsen-Coburg-Gotha (1819–1861) (samma som nummer 20)  

 25. Morfars farmor: Viktoria I av Storbritannien (1819–1901) (samma som nummer 21)  

 26. Morfars morfar: Georg Viktor av Waldeck och Pyrmont (1831–1893)  

 27. Morfars mormor: Helena av Nassau-Weilburg (1831–1888)  (syster till nummer 17)

 28. Mormors farfar: Fredrik av Schleswig-Holstein-Sonderburg-Glücksburg (1814–1885)  

 29. Mormors farmor: Adelheid av Schaumburg-Lippe (1821–1899)  

 30. Mormors morfar: Fredrik av Schleswig-Holstein-Sonderburg-Augustenburg (1829–1880)  

 31. Mormors mormor: Adelheid av Hohenlohe-Langenburg (1835–1900)  (kusin till nummer 10 och 12)

### Generation 5
32. Farfars farfars far: Oscar I av Sverige (1799–1859)  

 33. Farfars farfars mor: Josefina av Leuchtenberg (1807–1876)  

 34. Farfars farmors far: Vilhelm I av Nassau (1792–1839)  

 35. Farfars farmors mor: Pauline av Württemberg (1810–1856)  

 36. Farfars morfars far: Leopold av Baden (1790–1852)  

 37. Farfars morfars mor: Sophie Vasa (1801–1865)  

 38. Farfars mormors far: Vilhelm I av Tyskland och Preussen (1797–1888)  (bror till nummer 44)

 39. Farfars mormors mor: Augusta av Sachsen-Weimar-Eisenach (1811–1890)  

 40. Farmors farfars far: Ernst I av Sachsen-Coburg-Gotha (1784–1844)  

 41. Farmors farfars mor: Luise av Sachsen-Gotha-Altenburg (1800–1831)  

 42. Farmors farmors far: Edvard av Kent (1767–1820)  (samma som nummer 50)

 43. Farmors farmors mor: Viktoria av Sachsen-Coburg-Saalfeld (1786–1861)  (samma som nummer 51)

 44. Farmors morfars far: Karl av Preussen (1801–1883)  (bror till nummer 38)

 45. Farmors morfars mor: Marie Luise av Sachsen-Weimar-Eisenach (1808–1877)  

 46. Farmors mormors far: Leopold IV av Anhalt-Dessau (1794–1871)  

 47. Farmors mormors mor: Fredrika av Preussen (1796–1850)  

 48. Morfars farfars far: Ernst I av Sachsen-Coburg-Gotha (1784–1844) (jfr 40)  

 49. Morfars farfars mor: Luise av Sachsen-Gotha-Altenburg (1800–1831) (jfr 41)  

 50. Morfars farmors far: Edvard av Kent (1767–1820) (jfr 42)  (samma som nummer 42)

 51. Morfars farmors mor: Viktoria av Sachsen-Coburg-Saalfeld (1786–1861) (samma som nummer 43)  

 52. Morfars morfars far: Georg II av Waldeck och Pyrmont (1789–1845)  

 53. Morfars morfars mor: Emma av Anhalt-Bernburg-Schaumburg-Hoym (1802–1858)  

 54. Morfars mormors far: Vilhelm I av Nassau (1792–1839) (jfr 34)  

 55. Morfars mormors mor: Pauline av Württemberg (1810–1856) (jfr 35)  

 56. Mormors farfars far: Wilhelm av Beck-Glücksburg (1785–1831)  

 57. Mormors farfars mor: Louise Karolina av Hessen-Kassel (1789–1867)  

 58. Mormors farmors far: Georg Vilhelm av Schaumburg-Lippe (1784–1860)  

 59. Mormors farmors mor: Ida av Waldeck och Pyrmont (1796–1869)  

 60. Mormors morfars far: Kristian av Holstein-Augustenburg (1798–1869)  

 61. Mormors morfars mor: Louise av Danneskjold-Samsøe (1796–1867)  

 62. Mormors mormors far: Ernst av Hohenlohe-Langenburg (1794–1860)  

 63. Mormors mormors mor: Feodora av Leiningen (1807–1872)  (halvsyster till nummer 21 och 25)

### Generation 6
64. Farfars farfars farfar: Karl XIV Johan av Sverige och Norge (1763–1844)  

 65. Farfars farfars farmor: Desideria av Sverige och Norge (1777–1860)  

 66. Farfars farfars morfar: Eugène de Beauharnais, vicekung av Italien (1781–1824)  

 67. Farfars farfars mormor: Augusta av Bayern (1788–1851)  

 68. Farfars farmors farfar: Fredrik Vilhelm av Nassau-Weilburg (1768–1816)  

 69. Farfars farmors farmor: Luise av Sayn-Hachenburg (1772–1827)  

 70. Farfars farmors morfar: Paul av Württemberg (1785–1852)  

 71. Farfars farmors mormor: Charlotte av Sachsen-Hildburghausen (1787–1847)  

 72. Farfars morfars farfar: Karl Fredrik av Baden (1728–1811)  

 73. Farfars morfars farmor: Luise von Geyersberg, grevinna av Hochberg (1768–1820)  

 74. Farfars morfars morfar: Gustav IV Adolf av Sverige (1778–1837)  

 75. Farfars morfars mormor: Fredrika av Baden (1781–1826)  

 76. Farfars mormors farfar: Fredrik Vilhelm III av Preussen (1770–1840)  

 77. Farfars mormors farmor: Louise av Mecklenburg-Strelitz (1776–1810)  

 78. Farfars mormors morfar: Karl Fredrik av Sachsen-Weimar-Eisenach (1783–1853)  

 79. Farfars mormors mormor: Maria Pavlovna av Ryssland (1786–1859)  

 80. Farmors farfars farfar: Frans Fredrik av Sachsen-Coburg-Saalfeld (1750–1806)  

 81. Farmors farfars farmor: Augusta av Reuss-Ebersdorf (1757–1831)  

 82. Farmors farfars morfar: August av Sachsen-Gotha-Altenburg (1772–1822)  

 83. Farmors farfars mormor: Lovisa Charlotta av Mecklenburg-Schwerin (1779–1801)  

 84. Farmors farmors farfar: Georg III av Storbritannien (1738–1820)  

 85. Farmors farmors farmor: Charlotte av Mecklenburg-Strelitz (1744–1818)  

 86. Farmors farmors morfar: Frans Fredrik av Sachsen-Coburg-Saalfeld (1750–1806) (jfr 80)  

 87. Farmors farmors mormor: Augusta av Reuss-Ebersdorf (1757–1831) (jfr 81)  

 88. Farmors morfars farfar: Fredrik Vilhelm III av Preussen (1770–1840) (jfr 76)  

 89. Farmors morfars farmor: Louise av Mecklenburg-Strelitz (1776–1810) (jfr 77)  

 90. Farmors morfars morfar: Karl Fredrik av Sachsen-Weimar-Eisenach (1783–1853) (jfr 78)  

 91. Farmors morfars mormor: Maria Pavlovna av Ryssland (1786–1859) (jfr 79)  

 92. Farmors mormors farfar: Fredrik av Anhalt-Dessau (1769–1814)  

 93. Farmors mormors farmor: Christiana Amalia av Hessen-Homburg (1774–1846)  

 94. Farmors mormors morfar: Fredrik Ludvig Karl av Preussen (1773–1796)  

 95. Farmors mormors mormor: Fredrika av Mecklenburg-Strelitz (1778–1841)  

 96. Morfars farfars farfar: Frans Fredrik av Sachsen-Coburg-Saalfeld (1750–1806) (jfr 80 och 86)  

 97. Morfars farfars farmor: Augusta av Reuss-Ebersdorf (1757–1831) (jfr 81 och 87)  

 98. Morfars farfars morfar: August av Sachsen-Gotha-Altenburg (1772–1822) (jfr 82)  

 99. Morfars farfars mormor: Lovisa Charlotta av Mecklenburg-Schwerin (1779–1801) (jfr 83)  

 100. Morfars farmors farfar: Georg III av Storbritannien (1738–1820) (jfr 84)  

 101. Morfars farmors farmor: Charlotte av Mecklenburg-Strelitz (1744–1818) (jfr 85)  

 102. Morfars farmors morfar: Frans Fredrik av Sachsen-Coburg-Saalfeld (1750–1806) (jfr 80, 86 och 96)  

 103. Morfars farmors mormor: Augusta av Reuss-Ebersdorf (1757–1831) (jfr 81, 87 och 97)  

 104. Morfars morfars farfar: Georg I av Waldeck och Pyrmont (1747–1813)  

 105. Morfars morfars farmor: Augusta av Schwarzburg-Sondersburg (1768–1849)  

 106. Morfars morfars morfar: Victor II av Anhalt-Bernburg-Schaumburg-Hoym (1767–1812)  

 107. Morfars morfars mormor: Amalia av Nassau-Weilburg (1776–1841)  

 108. Morfars mormors farfar: Fredrik Vilhelm av Nassau-Weilburg (1768–1816) (jfr 68)  

 109. Morfars mormors farmor: Luise av Sayn-Hachenburg (1772–1827) (jfr 69)  

 110. Morfars mormors morfar: Paul av Württemberg (1785–1852) (jfr 70)  

 111. Morfars mormors mormor: Charlotte av Sachsen-Hildburghausen (1787–1847) (jfr 71)  

 112. Mormors farfars farfar: Fredrik Karl Ludvig av Holstein-Beck (1757–1816)  

 113. Mormors farfars farmor: Friederike av Schlieben (1757–1827)  

 114. Mormors farfars morfar: Karl av Hessen-Kassel (1744–1836)  

 115. Mormors farfars mormor: Louise av Danmark (1750–1831)  

 116. Mormors farmors farfar: Filip II av Schaumburg-Lippe (1723–1787)  

 117. Mormors farmors farmor: Juliane av Hessen-Philippsthal (1761–1799)  

 118. Mormors farmors morfar: Georg I av Waldeck och Pyrmont (1747–1813) (jfr 104)  

 119. Mormors farmors mormor: Augusta av Schwarzburg-Sondersburg (1768–1849) (jfr 105)  

 120. Mormors morfars farfar: Fredrik Kristian II av Holstein-Augustenburg (1765–1814)  

 121. Mormors morfars farmor: Lovisa Augusta av Danmark (1771–1843)  

 122. Mormors morfars morfar: Christian Conrad Sophus av Danneskjold-Samsøe (1774–1823)  

 123. Mormors morfars mormor: Johanne Henriette Valentine Kaas (1776–1843)  

 124. Mormors mormors farfar: Karl Ludwig III av Hohenlohe-Langenburg (1762–1825)  

 125. Mormors mormors farmor: Amalie Henriette av Solms-Baruth (1768–1847)  

 126. Mormors mormors morfar: Emich Carl av Leiningen (1763–1814)  

 127. Mormors mormors mormor: Viktoria av Sachsen-Coburg-Saalfeld (1786–1861) (jfr 43 och 51)  

### Generation 7
128. Farfars farfars farfars far: (Sakförare) Henri Bernadotte (1711–1780) 

 129. Farfars farfars farfars mor: Jeanne Saint-Jean (1728–1809) 

 130. Farfars farfars farmors far: (Köpman) François Clary (1725–1794) 

 131. Farfars farfars farmors mor: Françoise Rose Somis (1737–1815) 

 132. Farfars farfars morfars far: Alexandre de Beauharnais (1760–1794) 

 133. Farfars farfars morfars mor: Joséphine de Beauharnais/Marie Josèphe Rose Tascher de la Pagerie (1763–1814) 

 134. Farfars farfars mormors far: Maximilian I Joseph av Bayern (1756–1825) 

 135. Farfars farfars mormors mor: Augusta av Hessen-Darmstadt (1765–1796) 

 136. Farfars farmors farfars far: Karl Christian av Nassau-Weilburg (1735–1788) 

 137. Farfars farmors farfars mor: Carolina av Oranien (1743–1787) 

 138. Farfars farmors farmors far: Wilhelm Georg av Kirchberg (1751–1777) 

 139. Farfars farmors farmors mor: Isabelle Auguste Reuss zu Greiz (1752–1824) 

 140. Farfars farmors morfars far: Fredrik I av Württemberg (1754–1816) 

 141. Farfars farmors morfars mor: Augusta Karolina av Braunschweig-Wolfenbüttel (1764–1788) 

 142. Farfars farmors mormors far: Fredrik av Sachsen-Altenburg (1763–1834) (jfr 222) 

 143. Farfars farmors mormors mor: Charlotte av Mecklenburg-Streilitz (1769–1818) (jfr 223) 

 144. Farfars morfars farfars far: Fredrik av Baden-Durlach (1703–1732)  

 145. Farfars morfars farfars mor: Anna Charlotte av Nassau-Dietz (1710–1777) 

 146. Farfars morfars farmors far: Ludwig Heinrich Philipp Geyer von Geyersberg (1729–1772) 

 147. Farfars morfars farmors mor: Grevinnan Maximiliane Christiane von Sponeck (1730–1804)

 148. Farfars morfars morfars far: Gustav III av Sverige  (1746–1792) 

 149. Farfars morfars morfars mor: Sofia Magdalena av Danmark (1746–1813) 

 150. Farfars morfars mormors far: Karl Ludvig av Baden (1755–1801) 

 151. Farfars morfars mormors mor: Amalia av Hessen-Darmstadt (1754–1832) 

 152. Farfars mormors farfars far: Fredrik Vilhelm II av Preussen (1744–1797) 

 153. Farfars mormors farfars mor: Fredrika Louise av Hessen-Darmstadt (1751–1805) 

 154. Farfars mormors farmors far: Karl av Mecklenburg-Strelitz 

 155. Farfars mormors farmors mor: Fredrika Caroline Luise av Hessen-Darmstadt 

 156. Farfars mormors morfars far: Karl August av Sachsen-Weimar-Eisenach 

 157. Farfars mormors morfars mor: Luise Auguste av Hessen-Darmstadt 

 158. Farfars mormors mormors far: Paul I av Ryssland (1754–1801) 

 159. Farfars mormors mormors mor: Sophie Marie Dorothea av Württemberg 

 160. Farmors farfars farfars far: Ernst Fredrik av Sachsen-Coburg Saalfeld (1724–1800) 

 161. Farmors farfars farfars mor: Sophia Antonia av Braunschweig-Wolfenbüttel (1724–1802) 

 162. Farmors farfars farmors far: Heinrich XXIV av Reuss-Ebersdorf (1724–1779) 

 163. Farmors farfars farmors mor: Karoline Ernestine av Erbach-Schönberg (1727–1796) 

 164. Farmors farfars morfars far: Ernst II av Sachsen-Gotha-Altenburg (1745–1804) 

 165. Farmors farfars morfars mor: Charlotta av Sachsen-Meiningen (1751–1827) 

 166. Farmors farfars mormors far: Fredrik Frans I av Mecklenburg-Schwerin (1756–1837) 

 167. Farmors farfars mormors mor: Luise av Sachsen-Gotha 

 168. Farmors farmors farfars far: Fredrik Ludvig av Wales (1707–1751) 

 169. Farmors farmors farfars mor: Augusta av Sachsen-Gotha (1719–1772) 

 170. Farmors farmors farmors far: Karl Ludvig Fredrik av Mecklenburg-Strelitz (1708–1752) 

 171. Farmors farmors farmors mor: Elisabeth Albertine av Sachsen-Hildburghausen (1713–1761) 

 172. Farmors farmors morfars far: Ernst Fredrik av Sachsen-Coburg Saalfeld (1724–1800) (jfr 160) 

 173. Farmors farmors morfars mor: Sophia Antonia av Braunschweig-Wolfenbüttel (1724–1802) (jfr 161) 

 174. Farmors farmors mormors far: Heinrich XXIV av Reuss-Ebersdorf (1724–1779) (jfr 162) 

 175. Farmors farmors mormors mor: Karoline Ernestine av Erbach-Schönberg (1727–1796) (jfr 163) 

 176. Farmors morfars farfars far: Fredrik Vilhelm II av Preussen (1744–1797) (jfr 152) 

 177. Farmors morfars farfars mor: Fredrika Louise av Hessen-Darmstadt (1751–1805) (jfr 153) 

 178. Farmors morfars farmors far: Karl av Mecklenburg-Strelitz (jfr 154) 

 179. Farmors morfars farmors mor: Fredrika Caroline Luise av Hessen-Darmstadt (jfr 155) 

 180. Farmors morfars morfars far: Karl August av Sachsen-Weimar-Eisenach (jfr 156) 

 181. Farmors morfars morfars mor: Luise Auguste av Hessen-Darmstadt (jfr 157) 

 182. Farmors morfars mormors far: Paul I av Ryssland (1754–1801) (jfr 158) 

 183. Farmors morfars mormors mor: Sophie Marie Dorothea av Württemberg (jfr 159) 

 184. Farmors mormors farfars far: Leopold III av Anhalt-Dessau 

 185. Farmors mormors farfars mor: Luise av Brandenburg-Schwedt (1750–1811) 

 186. Farmors mormors farmors far: Fredrik V av Hessen-Homburg (1748–1820) 

 187. Farmors mormors farmors mor: Karoline av Hessen-Darmstadt (1746–1821) 

 188. Farmors mormors morfars far: Fredrik Vilhelm II av Preussen (1744–1797) (jfr 152 och 176) 

 189. Farmors mormors morfars mor: Fredrika Louise av Hessen-Darmstadt (1751–1805) (jfr 153 och 177) 

 190. Farmors mormors mormors far: Karl av Mecklenburg-Strelitz (1741–1816) (jfr 154 och 178) 

 191. Farmors mormors mormors mor: Fredrika Caroline Luise av Hessen-Darmstadt (1752–1782) (jfr 155 och 179) 

 192. Morfars farfars farfars far: Ernst Fredrik av Sachsen-Coburg Saalfeld (1724–1800) (jfr 160, 172) 

 193. Morfars farfars farfars mor: Sophia Antonia av Braunschweig-Wolfenbüttel (1724–1802) (jfr 161, 173) 

 194. Morfars farfars farmors far: Heinrich XXIV av Reuss-Ebersdorf (1724–1779) (jfr 162, 174) 

 195. Morfars farfars farmors mor: Karoline Ernestine av Erbach-Schönberg (1727–1796) (jfr 163, 175) 

 196. Morfars farfars morfars far: Ernst II av Sachsen-Gotha-Altenburg (1745–1804) (jfr 164) 

 197. Morfars farfars morfars mor: Charlotta av Sachen-Meiningen (1751–1827) (jfr 165) 

 198. Morfars farfars mormors far: Fredrik Frans I av Mecklenburg-Schwerin (1756–1837) (jfr 166) 

 199. Morfars farfars mormors mor: Luise av Sachsen-Gotha (jfr 167) 

 200. Morfars farmors farfars far: Fredrik Ludvig av Wales (1707–1751) (jfr 168) 

 201. Morfars farmors farfars mor: Augusta av Sachsen-Gotha (1719–1772) (jfr 169) 

 202. Morfars farmors farmors far: Karl I Ludwig Frederick av Mecklenburg-Strelitz-Mirow (jfr 170) 

 203. Morfars farmors farmors mor: Elizabeth Albertine av Sachsen-Hildburghausen (jfr 171) 

 204. Morfars farmors morfars far: Ernst Fredrik av Sachsen-Coburg Saalfeld (1724–1800) (jfr 160, 172 och 192) 

 205. Morfars farmors morfars mor: Sophia Antonia av Braunschweig-Wolfenbüttel (1724–1802) (jfr 161, 173 och 193) 

 206. Morfars farmors mormors far: Heinrich XXIV av Reuss-Ebersdorf (1724–1779) (jfr 162, 174 och 194) 

 207. Morfars farmors mormors mor: Karoline Ernestine av Erbach-Schönberg (1727–1796) (jfr 163, 175 och 195) 

 208. Morfars morfars farfars far: Karl August Friedrich av Waldeck-Pyrmont (1704–1763) 

 209. Morfars morfars farfars mor: Christiane Henriette av Pfalz-Zweibrücken och Birkenfeld (1725–1816) 

 210. Morfars morfars farmors far: August II av Schwarzburg-Sondersburg (1738–1806) 

 211. Morfars morfars farmors mor: Christine av Anhalt-Bernburg (1746–1823) 

 212. Morfars morfars morfars far: Karl Ludwig av Anhalt-Bernburg-Schaumburg-Hoym (1723–1806) 

 213. Morfars morfars morfars mor: Eleonora av Solms-Braunfels (1734–1811) 

 214. Morfars morfars mormors far: Karl Christian av Nassau-Weilburg (1735–1788) 

 215. Morfars morfars mormors mor: Carolina av Oranien (1743–1787) 

 216. Morfars mormors farfars far: Karl Christian av Nassau-Weilburg (1735–1788) (jfr 136) 

 217. Morfars mormors farfars mor: Carolina av Oranien (1743–1787) (jfr 137) 

 218. Morfars mormors farmors far: Wilhelm Georg av Kirchberg (1751–1777) (jfr 138) 

 219. Morfars mormors farmors mor: Isabelle Auguste Reuss zu Greiz (1752–1824) (jfr 139) 

 220. Morfars mormors morfars far: Fredrik I av Württemberg (1754–1816) (jfr 140) 

 221. Morfars mormors morfars mor: Augusta Karolina av Braunschweig-Wolfenbüttel (1764–1788) (jfr 141) 

 222. Morfars mormors mormors far: Fredrik av Sachsen-Altenburg (1763–1834) (jfr 142) 

 223. Morfars mormors mormors mor: Charlotte av Mecklenburg-Streilitz (1769–1818) (jfr 143) 

 224. Mormors farfars farfars far: Karl Anton August av Holstein-Beck (1727–1759) 

 225. Mormors farfars farfars mor: Friederike von Dohna-Schlobitten (1738–1786) 

 226. Mormors farfars farmors far: Greve Carl-Leopold von Schlieben (1723–1788) 

 227. Mormors farfars farmors mor: Grevinnan Maria Lehndorff (1723–1800) 

 228. Mormors farfars morfars far: Fredrik II av Hessen-Kassel 

 229. Mormors farfars morfars mor: Maria av Storbritannien 

 230. Mormors farfars mormors far: Fredrik V av Danmark (1723–1766) 

 231. Mormors farfars mormors mor: Louise av Storbritannien (1724–1751) 

 232. Mormors farmors farfars far: Friedrich Ernst, greve av Lippe-Alverdissen (1694–1777) 

 233. Mormors farmors farfars mor: Elisabeth Philippine von Friesenhausen (1696–1764) 

 234. Mormors farmors farmors far: Wilhelm Lantgreve av Hessen-Philippstahl (1726–1810) 

 235. Mormors farmors farmors mor: Ulrika-Eleonora av Hessen-Philippstahl-Barchfeld (1732–1795) 

 236. Mormors farmors morfars far: Karl August Friedrich av Waldeck-Pyrmont (1704–1763) (jfr 208) 

 237. Mormors farmors morfars mor: Christiane Henriette av Pfalz-Zweibrücken och Birkenfeld (1725–1816) (jfr 209) 

 238. Mormors farmors mormors far: August II av Schwarzburg-Sondersburg (1738–1806) (jfr 210) 

 239. Mormors farmors mormors mor: Christine av Anhalt-Bernburg (1746–1823) (jfr 211) 

 240. Mormors morfars farfars far: Fredrik Kristian av Holstein-Augustenburg (1721–1794) 

 241. Mormors morfars farfars mor: Charlotta Amalia av Holstein-Ploen (1744–1770) 

 242. Mormors morfars farmors far: Kristian VII av Danmark (1749–1808) (Ifrågasatt faderskap) 

 243. Mormors morfars farmors mor: Caroline Mathilde av Storbritannien (1751–1775) 

 244. Mormors morfars morfars far: Fredrik Kristian av Danneskjold-Samsøe (1722–1778) 

 245. Mormors morfars morfars mor: Friederike Louisa av Kleist (1747–1814) 

 246. Mormors morfars mormors far: Fredrik Christian Kaas (1727–1804) 

 247. Mormors morfars mormors mor: Edele Sophie Kaas (1746–1800) 

 248. Mormors mormors farfars far: Christian Albrecht, furste av Hohenlohe-Langenburg (1726–1789) 

 249. Mormors mormors farfars mor: Karoline von Stolber-Gedern 

 250. Mormors mormors farmors far: greve Johann Christian II av Solms-Baruth (1733–1800) 

 251. Mormors mormors farmors mor: Friederike Louise av Reuss-Köstritz (1749–1798) 

 252. Mormors mormors morfars far: Carl Friedrich Wilhelm, greve av Leiningen-Dagsburg-Hartenburg (1724–1807) 

 253. Mormors mormors morfars mor: Christiane Wilhelmine Luise av Solms-Rödelheim och Assenheim (1736–1803) 

 254. Mormors mormors mormors far: Frans Fredrik av Sachsen-Coburg-Saalfeld (1750–1806) (jfr 80, 86, 96 och 102) 

 255. Mormors mormors mormors mor: Augusta av Reuss-Ebersdorf (1757–1831) (jfr 81, 87, 97 och 103) 

### Generation 8
256. Farfars farfars farfars farfar: (Skräddare) Jean Bernadotte (1683–1760) 

 257. Farfars farfars farfars farmor: Marie Pucheu-Laplace/Marie Sartou (1686–1773) 

 258. Farfars farfars farfars morfar: (Kramhandlare) Jean de Saint Vincent (1692–1762) 

 259. Farfars farfars farfars mormor: Marie d'Abbadie de Sireix/Marie de Abbadie de Sireix (1694–1752) 

 260. Farfars farfars farmors farfar: (Köpman) Joseph Clary (1693–1748) 

 261. Farfars farfars farmors farmor: Françoise Agnes Amauric/Ammoric (1705–1776) 

 262. Farfars farfars farmors morfar: (Köpman) Joseph Ignace Somis (1737–1815) 

 263. Farfars farfars farmors mormor: Catherine Rose Soucheiron (1696/1716–1776) 

 264. Farfars farfars morfars farfar: François de Beauharnais, markgreve av La Ferté-Beauharnias (1714–1800) 

 265. Farfars farfars morfars farmor: Marie Henriette Pyvart de Chastullé (1722–1767) 

 266. Farfars farfars morfars morfar: Joseph-Gaspard de Tascher de la Pagerie (1735–1791) 

 267. Farfars farfars morfars mormor: Rose-Claire des Vergers de Sannois (1736–1807) 

 268. Farfars farfars mormors farfar: Fredrik Mikael av Zweibrücken-Birkenfeld (1724–1767) 

 269. Farfars farfars mormors farmor: Maria Franziska av Pfalz-Sulzbach (1724–1794) 

 270. Farfars farfars mormors morfar: Georg Wilhelm av Hessen-Darmstadt (1722–1782) 

 271. Farfars farfars mormors mormor: Luise av Leiningen-Heidesheim (1729–1818) 

 272. Farfars farmors farfars farfar: Karl August av Nassau-Weilburg (1685–1753) 

 273. Farfars farmors farfars farmor: Augusta Frederika av Nassau-Idstein (1699–1750) 

 274. Farfars farmors farfars morfar: Vilhelm IV av Oranien (1711–1751) 

 275. Farfars farmors farfars mormor: Anna av Storbritannien (1709–1759) 

 276. Farfars farmors farmors farfar: Wilhelm Ludwig von Kirchberg, Greve von Hachenburg (1709–1751) 

 277. Farfars farmors farmors farmor: Louise av Salm-Dhaun (1721–1791) 

 278. Farfars farmors farmors morfar: Heinrich XI, greve av Reuss zu Greis (1722–1800) 

 279. Farfars farmors farmors mormor: Konradine Eleonore, grevinna av Reuss zu Köstritz (1719–1770)

 280. Farfars farmors morfars farfar: Fredrik II Eugen av Württemberg (1732–1797) 

 281. Farfars farmors morfars farmor: Sofia Dorothea av Brandenburg-Schwedt (1736–1798) 

 282. Farfars farmors morfars morfar: Karl Vilhelm Ferdinand, hertig av Braunschweig-Lüneburg 

 283. Farfars farmors morfars mormor: Augusta Charlotte av Wales 

 284. Farfars farmors mormors farfar: Ernst Frederik III av Sachsen-Hildburghausen 

 285. Farfars farmors mormors farmor: Ernestine Augustine Sophie av Sachsen-Weimar-Eisenach 

 286. Farfars farmors mormors morfar: Karl II av Mecklenburg-Strelitz 

 287. Farfars farmors mormors mormor: Frederika Caroline Louise av Hessen-Darmstadt 

 288. Farfars morfars farfars farfar: Karl III Wilhelm av Baden-Durlach (1679–1738) 

 289. Farfars morfars farfars farmor: Magdalena Wilhelmina av Württemberg (1677–1752) 

 290. Farfars morfars farfars morfar: Johan Vilhelm Friso av Oranien och Nassau-Dietz 

 291. Farfars morfars farfars mormor: Marie Louise av Hessen-Kassel (1688–1765) 

 292. Farfars morfars farmors farfar: Christian Heinrich Geyer von Geyersberg (1694–1750) 

 293. Farfars morfars farmors farmor: Philippine Christiane von Thümel (1710–1751) 

 294. Farfars morfars farmors morfar: Johann Rudolf Hedwiger greve von Sponeck (1681–1740) 

 295. Farfars morfars farmors mormor: Wilhelmine Luise von Hoff (1704–1780) 

 296. Farfars morfars morfars farfar: Adolf Fredrik av Sverige (1710–1771) 

 297. Farfars morfars morfars farmor: Lovisa Ulrika av Preussen (1720–1782) 

 298. Farfars morfars morfars morfar: Fredrik V av Danmark (1723–1766) (jfr 230) 

 299. Farfars morfars morfars mormor: Louise av Storbritannien (1724–1751) (jfr 231) 

 300. Farfars morfars mormors farfar: Karl Fredrik av Baden (jfr 72) 

 301. Farfars morfars mormors farmor: Luise Caroline av Hessen-Darmstadt 

 302. Farfars morfars mormors morfar: Ludvig IX av Hessen-Darmstadt (1719–1790) 

 303. Farfars morfars mormors mormor: Karolina av Birkenfeld-Zweibrücken (1721–1774) 

 304. Farfars mormors farfars farfar: August Vilhelm av Preussen (1722–1758) 

 305. Farfars mormors farfars farmor: Lovisa Amalia av Braunschweig-Lüneburg (1722–1780) 

 306. Farfars mormors farfars morfar: Ludvig IX av Hessen-Darmstadt (1719–1790) 

 307. Farfars mormors farfars mormor: Karolina av Birkenfeld-Zweibrücken (1721–1774) 

 308. Farfars mormors farmors farfar: Karl Ludvig Fredrik av Mecklenburg-Strelitz 

 309. Farfars mormors farmors farmor: Elizabeth Albertine av Sachsen-Hildburghausen 

 310. Farfars mormors farmors morfar: Georg Wilhelm av Hessen-Darmstadt 

 311. Farfars mormors farmors mormor: Maria av Leiningen-Dagsburg 

 312. Farfars mormors morfars farfar: Ernst August II Konstantin, hertig av Sachsen-Weimar (1737–1758) 

 313. Farfars mormors morfars farmor: Anna Amalia av Braunschweig-Wolfenbüttel (1739–1807) 

 314. Farfars mormors morfars morfar: Ludvig IX av Hessen-Darmstadt (1719–1790) 

 315. Farfars mormors morfars mormor: Karolina av Birkenfeld-Zweibrücken (1721–1774) 

 316. Farfars mormors mormors farfar: Peter III av Ryssland (1728–1762) (ifrågasatt faderskap) 

 317. Farfars mormors mormors farmor: Katarina den stora (1729–1796) 

 318. Farfars mormors mormors morfar: Fredrik II Eugen av Württemberg (1732–1797) (jfr 280) 

 319. Farfars mormors mormors mormor: Sofia Dorothea av Brandenburg-Schwedt (1736–1798) (jfr 281) 

 320. Farmors farfars farfars farfar: Frans Josias av Sachsen-Coburg-Saalfeld (1697–1764) 

 321. Farmors farfars farfars farmor: Anna Sophia av Schwarzburg-Rudolstadt (1700–1780) 

 322. Farmors farfars farfars morfar: Ferdinand Albrekt II av Braunschweig-Lüneburg (1680–1735) 

 323. Farmors farfars farfars mormor: Antoinette Amalie av Braunschweig-Lüneburg (1696–1762) 

 324. Farmors farfars farmors farfar: Heinrich XXIX, greve av Reuss-Ebersdorf (1699–1747) 

 325. Farmors farfars farmors farmor: Sofie Theodora av Castell-Castell (1703–1777) 

 326. Farmors farfars farmors morfar: Georg August av Erbach-Schönberg (1691–1758) 

 327. Farmors farfars farmors mormor: Ferdinande Henriette av Stolberg-Gedern (1699–1750) 

 328. Farmors farfars morfars farfar: Fredrik III av Sachsen-Gotha-Altenburg (1699–1772) 

 329. Farmors farfars morfars farmor: Luise Dorothea av Sachsen-Meiningen (1710–1767) 

 330. Farmors farfars morfars morfar: Anton Ulrich, hertig av Sachsen-Meiningen 

 331. Farmors farfars morfars mormor: Philippine Elisabeth Caesar 

 332. Farmors farfars mormors farfar: Ludvig, hertig av Mecklenburg-Schwerin 

 333. Farmors farfars mormors farmor: Charlotte Sophie av Sachsen-Coburg-Saalfeld 

 334. Farmors farfars mormors morfar: Johan August av Sachsen-Gotha-Altenburg (1704–1767) 

 335. Farmors farfars mormors mormor: Luise Reuss av Schleiz (1726–1773) 

 336. Farmors farmors farfars farfar: Georg II av Storbritannien 

 337. Farmors farmors farfars farmor: Caroline av Ansbach 

 338. Farmors farmors farfars morfar: Fredrik II av Sachsen-Gotha-Altenburg (1676–1732) 

 339. Farmors farmors farfars mormor: Magdalena Augusta av Anhalt-Zerbst (1679–1740) 

 340. Farmors farmors farmors farfar: Adolf Fredrik II av Mecklenburg-Strelitz 

 341. Farmors farmors farmors farmor: Christiane Emilie av Schwarzburg-Sondershausen 

 342. Farmors farmors farmors morfar: Ernst Fredrik I, hertig av Sachsen-Hildburghausen (1681–1724) 

 343. Farmors farmors farmors mormor: Sophia Albertine av Erbach-Erbach (1683–1742) 

 344. Farmors farmors morfars farfar: Frans Josias av Sachsen-Coburg-Saalfeld (1697–1764) (jfr 320) 

 345. Farmors farmors morfars farmor: Anna Sophia av Schwarzburg-Rudolstadt (1700–1780) (jfr 321) 

 346. Farmors farmors morfars morfar: Ferdinand Albrekt II av Braunschweig-Lüneburg (1680–1735) (jfr 322) 

 347. Farmors farmors morfars mormor: Antoinette Amalie av Braunschweig-Lüneburg (1696–1762) (jfr 323) 

 348. Farmors farmors mormors farfar: Heinrich XXIX, greve av Reuss-Ebersdorf (1699–1747) (jfr 324) 

 349. Farmors farmors mormors farmor: Sofie Theodora av Castell-Castell (1703–1777) (jfr 325) 

 350. Farmors farmors mormors morfar: Georg August av Erbach-Schönberg (1691–1758) (jfr 326) 

 351. Farmors farmors mormors mormor: Ferdinande Henriette av Stolberg-Gedern (1699–1750) (jfr 327) 

 352. Farmors morfars farfars farfar: August Vilhelm av Preussen (1722–1758) (jfr 304) 

 353. Farmors morfars farfars farmor: Lovisa Amalia av Braunschweig-Lüneburg (1722–1780) (jfr 305) 

 354. Farmors morfars farfars morfar: Ludvig IX av Hessen-Darmstadt (1719–1790) (jfr 306) 

 355. Farmors morfars farfars mormor: Karolina av Birkenfeld-Zweibrücken (1721–1774) (jfr 307) 

 356. Farmors morfars farmors farfar: Karl Ludvig Fredrik av Mecklenburg-Strelitz (jfr 308) 

 357. Farmors morfars farmors farmor: Elizabeth Albertine av Sachsen-Hildburghausen (jfr 309) 

 358. Farmors morfars farmors morfar: Georg Wilhelm av Hessen-Darmstadt (jfr 310) 

 359. Farmors morfars farmors mormor: Maria av Leiningen-Dagsburg (jfr 311) 

 360. Farmors morfars morfars farfar: Ernst August II, hertig av Sachsen-Weimar (jfr 312) 

 361. Farmors morfars morfars farmor: Anna Amalia av Braunschweig-Wolfenbüttel (jfr 313) 

 362. Farmors morfars morfars morfar: Ludvig IX av Hessen-Darmstadt (1719–1790) (jfr 314) 

 363. Farmors morfars morfars mormor: Karolina av Birkenfeld-Zweibrücken (1721–1774) (jfr 315) 

 364. Farmors morfars mormors farfar: Peter III av Ryssland (1728–1762) (jfr 316) 

 365. Farmors morfars mormors farmor: Katarina den stora (1729–1796) (jfr 317) 

 366. Farmors morfars mormors morfar: Fredrik II Eugen av Württemberg (1732–1797) (jfr 280 och 318) 

 367. Farmors morfars mormors mormor: Sofia Dorothea av Brandenburg-Schwedt (1736–1798) (jfr 281 och 319) 

 368. Farmors mormors farfars farfar: Leopold II Maximilian av Anhalt-Dessau 

 369. Farmors mormors farfars farmor: Gisela Agnes av Anhalt-Köthen (1722–1751) 

 370. Farmors mormors farfars morfar: Heinrich Friedrich von Brandenburg-Schwedt 

 371. Farmors mormors farfars mormor: Leopoldine Marie av Anhalt-Dessau 

 372. Farmors mormors farmors farfar: Friedrich IV av Hessen-Homburg 

 373. Farmors mormors farmors farmor: Ulrike Luise av Solms-Braunfels (1731–1792) 

 374. Farmors mormors farmors morfar: Ludvig IX av Hessen-Darmstadt (1719–1790) (jfr 302) 

 375. Farmors mormors farmors mormor: Karolina av Birkenfeld-Zweibrücken (1721–1774) 

 376. Farmors mormors morfars farfar: August Vilhelm av Preussen (1722–1758) (jfr 304 och 352) 

 377. Farmors mormors morfars farmor: Lovisa Amalia av Braunschweig-Lüneburg (1722–1780) (jfr 305 och 353) 

 378. Farmors mormors morfars morfar: Ludvig IX av Hessen-Darmstadt (1719–1790) (jfr 306 och 354) 

 379. Farmors mormors morfars mormor: Karolina av Birkenfeld-Zweibrücken (1721–1774) (jfr 307 och 355) 

 380. Farmors mormors mormors farfar: Karl Ludvig Fredrik av Mecklenburg-Strelitz (jfr 308 och 356) 

 381. Farmors mormors mormors farmor: Elizabeth Albertine av Sachsen-Hildburghausen (jfr 309 och 357) 

 382. Farmors mormors mormors morfar: Georg Vilhelm av Hessen-Darmstadt (jfr 310 och 358) 

 383. Farmors mormors mormors mormor: Maria av Leiningen-Dagsburg (jfr 311 och 359) 

 384. Morfars farfars farfars farfar: Frans Josias av Sachsen-Coburg-Saalfeld (1697–1764) (jfr 320 och 344) 

 385. Morfars farfars farfars farmor: Anna Sophia av Schwarzburg-Rudolstadt (1700–1780) (jfr 321 och 345) 

 386. Morfars farfars farfars morfar: Ferdinand Albrekt II av Braunschweig-Lüneburg (1680–1735) (jfr 322 och 346) 

 387. Morfars farfars farfars mormor: Antoinette Amalie av Braunschweig-Lüneburg (1696–1762) (jfr 323 och 347) 

 388. Morfars farfars farmors farfar: Heinrich XXIX, greve av Reuss-Ebersdorf (1699–1747) (jfr 324 och 348) 

 389. Morfars farfars farmors farmor: Sofie Theodora av Castell-Castell (1703–1777) (jfr 325 och 349) 

 390. Morfars farfars farmors morfar: Georg August av Erbach-Schönberg (1691–1758) (jfr 326 och 350) 

 391. Morfars farfars farmors mormor: Ferdinande Henriette av Stolberg-Gedern (1699–1750) (jfr 327 och 351) 

 392. Morfars farfars morfars farfar: Fredrik III, hertig av Sachsen-Gotha-Altenburg (jfr 328) 

 393. Morfars farfars morfars farmor: Luise Dorothea av Sachsen-Meiningen (jfr 329) 

 394. Morfars farfars morfars morfar: Anton Ulrich, hertig av Sachsen-Meiningen (jfr 330) 

 395. Morfars farfars morfars mormor: Philippine Elisabeth Caesar (jfr 331) 

 396. Morfars farfars mormors farfar: Ludwig, hertig av Mecklenburg-Schwerin (jfr 332) 

 397. Morfars farfars mormors farmor: Charlotte Sophie av Sachsen-Coburg-Saalfeld (jfr 333) 

 398. Morfars farfars mormors morfar: John August av Sachsen-Gotha-Altenburg (jfr 334) 

 399. Morfars farfars mormors mormor: Luise Reuss av Schleiz (jfr 335) 

 400. Morfars farmors farfars farfar: Georg II av Storbritannien (jfr 336) 

 401. Morfars farmors farfars farmor: Caroline av Ansbach (jfr 337) 

 402. Morfars farmors farfars morfar: Fredrik II av Sachsen-Gotha-Altenburg (jfr 338) 

 403. Morfars farmors farfars mormor: Magdalena Augusta av Anhalt-Zerbst (jfr 339) 

 404. Morfars farmors farmors farfar: Adolf Fredrik II, hertig av Mecklenburg-Strelitz (jfr 340) 

 405. Morfars farmors farmors farmor: Christiane Emilie av Schwarzburg-Sondershausen (jfr 341) 

 406. Morfars farmors farmors morfar: Ernst Fredrik I, hertig av Sachsen-Hildburghausen (1681–1724) (jfr 342) 

 407. Morfars farmors farmors mormor: Sophia Albertine av Erbach-Erbach (1683–1742) (jfr 343) 

 408. Morfars farmors morfars farfar: Frans Josias av Sachsen-Coburg-Saalfeld (1697–1764) (jfr 320, 344 och 384) 

 409. Morfars farmors morfars farmor: Anna Sophia av Schwarzburg-Rudolstadt (1700–1780) (jfr 321, 345 och 385) 

 410. Morfars farmors morfars morfar: Ferdinand Albrekt II av Braunschweig-Lüneburg (1680–1735) (jfr 322, 346 och 386) 

 411. Morfars farmors morfars mormor: Antoinette Amalie av Braunschweig-Lüneburg (1696–1762) (jfr 323, 347 och 387) 

 412. Morfars farmors mormors farfar: Heinrich XXIX, greve av Reuss-Ebersdorf (1699–1747) (jfr 324, 348 och 388) 

 413. Morfars farmors mormors farmor: Sofie Theodora av Castell-Castell (1703–1777) (jfr 325, 349 och 389) 

 414. Morfars farmors mormors morfar: Georg August av Erbach-Schönberg (1691–1758) (jfr 326, 350 och 390) 

 415. Morfars farmors mormors mormor: Ferdinande Henriette av Stolberg-Gedern (1699–1750) (jfr 327, 351 och 391) 

 416. Morfars morfars farfars farfar: Friedrich Anton Ulrich, furste av Waldeck-Pyrmont (1676–1728) 

 417. Morfars morfars farfars farmor: Luise, pfalzgrevinna av Zweibrücken-Birkenfeld (1678–1753) 

 418. Morfars morfars farfars morfar: Kristian III av Pfalz-Zweibrücken (1674–1735) 

 419. Morfars morfars farfars mormor: Karoline von Nassau-Saarbrücken (1704–1774) 

 420. Morfars morfars farmors farfar: August I av Schwarzburg-Sondershausen (1691–1750) 

 421. Morfars morfars farmors farmor: Charlotte Sophie av Anhalt-Bernburg (1696–1762) 

 422. Morfars morfars farmors morfar: Viktor II Friedrich (1700–1765), furste av Anhalt-Bernburg 

 423. Morfars morfars farmors mormor: Albertine av Brandenburg-Schwedt (1712–1750) 

 424. Morfars morfars morfars farfar: Victor I Amadeus Adolf av Anhalt-Bernburg-Schaumburg-Hoym (1693–1772) 

 425. Morfars morfars morfars farmor: Charlotte Luise av Isenburg-Birstein (1680–1739) 

 426. Morfars morfars morfars morfar: Friedrich Wilhelm, furste av Solms-Braunfels (1696–1761) 

 427. Morfars morfars morfars mormor: grevinnan Sophie Magdalena Benigna zu Solms-Laubach-Utphe (1701–1744) 

 428. Morfars morfars mormors farfar: Karl August av Nassau-Weilburg (1685–1753) 

 429. Morfars morfars mormors farmor: Augusta Frederika av Nassau-Idstein (1699–1750) 

 430. Morfars morfars mormors morfar: Vilhelm IV av Oranien (1711–1751) 

 431. Morfars morfars mormors mormor: Anna av Storbritannien (1709–1759) 

 432. Morfars mormors farfars farfar: Karl August av Nassau-Weilburg (1685–1753) (jfr 272) 

 433. Morfars mormors farfars farmor: Augusta Frederika av Nassau-Idstein (1699–1750) (jfr 273) 

 434. Morfars mormors farfars morfar: Vilhelm IV av Oranien (1711–1751) (jfr 274) 

 435. Morfars mormors farfars mormor: Anna av Storbritannien (1709–1759) (jfr 275) 

 436. Morfars mormors farmors farfar: (jfr 276) 

 437. Morfars mormors farmors farmor: (jfr 277) 

 438. Morfars mormors farmors morfar: (jfr 278) 

 439. Morfars mormors farmors mormor: (jfr 279) 

 440. Morfars mormors morfars farfar: Fredrik II Eugen av Württemberg (1732–1797) (jfr 280, 318 och 366) 

 441. Morfars mormors morfars farmor: Sofia Dorothea av Brandenburg-Schwedt (1736–1798) (jfr 281, 319 och 367) 

 442. Morfars mormors morfars morfar: Karl Vilhelm Ferdinand, hertig av Braunschweig-Lüneburg (jfr 282) 

 443. Morfars mormors morfars mormor: Augusta Charlotte av Wales (jfr 283) 

 444. Morfars mormors mormors farfar: Ernst Fredrik III av Sachsen-Hildburghausen (jfr 284) 

 445. Morfars mormors mormors farmor: Ernestine Augustine Sophie av Sachsen-Weimar-Eisenach (jfr 285) 

 446. Morfars mormors mormors morfar: Karl II av Mecklenburg-Strelitz (jfr 286) 

 447. Morfars mormors mormors mormor: Frederika Caroline Louise av Hessen-Darmstadt (jfr 287) 

 448. Mormors farfars farfars farfar: Peter August, hertig av Schleswig-Holstein-Sonderburg-Beck (1696–1775) 

 449. Mormors farfars farfars farmor: Sophie av Hessen-Philippsthal 

 450. Mormors farfars farfars morfar: Albrecht Christoph, greve av Dohna-Schlobitten och Leistenau (1698–1752) 

 451. Mormors farfars farfars mormor: Sophie Henriette av Schleswig-Holstein-Sonderburg-Beck (1698–1768) 

 452. Mormors farfars farmors farfar: Greve Georg Adam von Schlieben (1688–1737) 

 453. Mormors farfars farmors farmor: Grevinnan Katharina Dorothea Finck von Finckenstein (1700–1728) 

 454. Mormors farfars farmors morfar: Ahasverus Ernst, greve av Lehndorff (1688–1757) 

 455. Mormors farfars farmors mormor: Maria Luise von Wallenrodt (1696–1775) 

 456. Mormors farfars morfars farfar: Wilhelm VIII av Hessen-Kassel (1682–1760) 

 457. Mormors farfars morfars farmor: Dorothea Wilhelmina av Sachsen-Zeitz (1691–1743) 

 458. Mormors farfars morfars morfar: Georg II av Storbritannien (jfr 336 och 400) 

 459. Mormors farfars morfars mormor: Caroline av Ansbach (jfr 337 och 401) 

 460. Mormors farfars mormors farfar: Kristian VI av Danmark (1699–1746) 

 461. Mormors farfars mormors farmor: Sofia Magdalena av Brandenburg-Kulmbach (1700–1770) 

 462. Mormors farfars mormors morfar: Georg II av Storbritannien (jfr 336, 400 och 458) 

 463. Mormors farfars mormors mormor: Caroline av Ansbach (jfr 337, 401 och 459) 

 464. Mormors farmors farfars farfar: Philipp Ernst, greve av Lippe-Alverdissen (1659–1723) 

 465. Mormors farmors farfars farmor: Dorothea Amalia av Schlesvig-Holstein-Sonderburg-Beck (1656–1739) 

 466. Mormors farmors farfars morfar: 

 467. Mormors farmors farfars mormor: 

 468. Mormors farmors farmors farfar: 

 469. Mormors farmors farmors farmor: 

 470. Mormors farmors farmors morfar: 

 471. Mormors farmors farmors mormor: 

 472. Mormors farmors morfars farfar: Friedrich Anton Ulrich, furste av Waldeck-Pyrmont (1676–1728) (jfr 416) 

 473. Mormors farmors morfars farmor: Luise, pfalzgrevinna av Zweibrücken-Birkenfeld (1678–1753) (jfr 417) 

 474. Mormors farmors morfars morfar: Kristian III av Pfalz-Zweibrücken (1674–1735) (jfr 418) 

 475. Mormors farmors morfars mormor: Karoline von Nassau-Saarbrücken (1704–1774) (jfr 419) 

 476. Mormors farmors mormors farfar: (jfr 420) 

 477. Mormors farmors mormors farmor: (jfr 421) 

 478. Mormors farmors mormors morfar: (jfr 422) 

 479. Mormors farmors mormors mormor: (jfr 423) 

 480. Mormors morfars farfars farfar: Kristian August av Augustenburg (1696–1754) 

 481. Mormors morfars farfars farmor: Frederikke Louise Danneskiold-Samsøe (1699–1744) 

 482. Mormors morfars farfars morfar: Friedrich Karl von Schleswig-Holstein-Sonderburg-Plön (1706–1761) 

 483. Mormors morfars farfars mormor: Christiane von Reventlow (1711–1769) 

 484. Mormors morfars farmors farfar: Fredrik V av Danmark (1723–1766) (jfr 230) 

 485. Mormors morfars farmors farmor: Louise av Storbritannien (1724–1751) (jfr 231) 

 486. Mormors morfars farmors morfar: Fredrik Ludvig av Wales (1707–1751) (jfr 168 och 200) 

 487. Mormors morfars farmors mormor: Augusta av Sachsen-Gotha (1719–1772) (jfr 169 och 201) 

 488. Mormors morfars morfars farfar: Kristian av Danneskjold-Samsøe 

 489. Mormors morfars morfars farmor: Conradine Christine av Friis de Friisenborg 

 490. Mormors morfars morfars morfar: Christian Adrian av Kleist (1705–1778) 

 491. Mormors morfars morfars mormor: Sophie Rosenkrantz (1724–1770) 

 492. Mormors morfars mormors farfar: 

 493. Mormors morfars mormors farmor: 

 494. Mormors morfars mormors morfar: 

 495. Mormors morfars mormors mormor: 

 496. Mormors mormors farfars farfar: Louis av Hohenlohe-Langenburg (1696–1765) 

 497. Mormors mormors farfars farmor: Eleonore av Nassau-Saarbrücken (1707–1769) 

 498. Mormors mormors farfars morfar: 

 499. Mormors mormors farfars mormor: 

 500. Mormors mormors farmors farfar: 

 501. Mormors mormors farmors farmor: 

 502. Mormors mormors farmors morfar: 

 503. Mormors mormors farmors mormor: 

 504. Mormors mormors morfars farfar: Friedrich Magnus, greve av Leiningen-Dagsburg-Hartenburg (i.u.–1756)

 505. Mormors mormors morfars farmor: Anna Christine Eleonore von Wurmbrand-Stuppach 

 506. Mormors mormors morfars morfar: Wilhelm Carl Ludwig, greve av Solms-Rödelheim och Assenheim 

 507. Mormors mormors morfars mormor: Maria Margareta Leopolda von Wurmbrand-Stuppach 

 508. Mormors mormors mormors farfar: Ernst Fredrik av Sachsen-Coburg Saalfeld (1724–1800) (jfr 160, 172, 192 och 204) 

 509. Mormors mormors mormors farmor: Sophia Antonia av Braunschweig-Wolfenbüttel (1724–1802) (jfr 161, 173, 193 och 205) 

 510. Mormors mormors mormors morfar: Heinrich XXIV av Reuss-Ebersdorf (1724–1779) (jfr 162, 174, 194 och 206) 

 511. Mormors mormors mormors mormor: Karoline Ernestine av Erbach-Schönberg (1727–1796) (jfr 163, 175, 195 och 207) 

### Generation 9
512. Farfars farfars farfars farfars far: (Vävare) Jean du Poey, senare Jean Bernadotte (1649–1698)  

 513. Farfars farfars farfars farfars mor: Marie du Grangé/Marie Bertrandot dite du Grangé/Marie Bertrandot-Hieugeréaza (ca 1656–ca 1683)  

 514. Farfars farfars farfars farmors far: Jacques Puchen-Laplace (ca 1683–i.u.)  

 515. Farfars farfars farfars farmors mor: Françoise Labasseur (ca 1665–i.u.)  

 518. Farfars farfars farfars mormors far: Doumengé Habas d'Arrens/Doumengé Habas de Arrens (ca 1651–ca 1698)  

 519. Farfars farfars farfars mormors mor: Marie d'Abbadie de Sireix/Marie de Abbadie de Sireix (1657–1707)  

 - - - 

 536. Farfars farfars mormors farfars far: Christian III av Pfalz-Zweibrücken (1674–1735), jfr. 418 och 474  

 537. Farfars farfars mormors farfars mor: Karoline von Nassau-Saarbrücken (1704–1774), jfr. 419 och 475  

 538. Farfars farfars mormors farmors far: Joseph Karl von Pfalz-Sulzbach (1694–1729)  

 539. Farfars farfars mormors farmors mor: Elisabeth von Pfalz-Neuburg (1693–1728)  

 540. Farfars farfars mormors morfars far: Ludvig VIII, lantgreve av Hessen-Darmstadt (1691–1768)  

 541. Farfars farfars mormors morfars mor: Charlotte av Hanau-Lichtenberg (1700–1726)  

 542. Farfars farfars mormors mormors far: greve Christian Karl Reinhard von Leiningen-Dagsburg (1695–1766)  

 543. Farfars farfars mormors mormors mor: grevinnan Katharina Polyxena von Solms-Rödelheim (1702–1765)  

 544. Farfars farmors farfars farfars far: Johann Ernst av Nassau-Weilburg (1664–1719)  

 545. Farfars farmors farfars farfars mor: Maria Polyxena av Leiningen-Dagsburg-Hartenburg (1662–1725)  

 546. Farfars farmors farfars farmors far: Georg August av Nassau-Idstein (1665–1721)  

 547. Farfars farmors farfars farmors mor: Henriette Dorothea av Oettingen (1672–1728)  

 548. Farfars farmors farfars morfars far: Johan Vilhelm Friso av Oranien och Nassau-Dietz (1687–1711), jfr 290  

 549. Farfars farmors farfars morfars mor: Marie Louise av Hessen-Kassel (1688–1765), jfr 291  

 550. Farfars farmors farfars mormors far: Georg II av Storbritannien (1683–1760), jfr 336, 400, 458 och 462  

 551. Farfars farmors farfars mormors mor: Caroline av Ansbach (1683–1737), jfr 337, 401, 459 och 463
 

 - - - 

 560. Farfars farmors morfars farfars far: Karl Alexander av Württemberg (1684–1737)  

 561. Farfars farmors morfars farfars mor: Maria Augusta von Thurn und Taxis (1706–1756)  

 562. Farfars farmors morfars farmors far: Fredrik Vilhelm av Brandenburg-Schwedt (1700–1771)  

 563. Farfars farmors morfars farmors mor: Sofia Dorothea av Preussen (1719–1765)  

 - - - 

 576. Farfars morfars farfars farfars far: Fredrik VII av Baden-Durlach (1647–1709)  

 577. Farfars morfars farfars farfars mor:  Augusta Maria av Holstein-Gottorp (1649–1728)  

 578. Farfars morfars farfars farmors far: Wilhelm Ludvig av Württemberg (1647–1677)  

 579. Farfars morfars farfars farmors mor: Magdalena Sibylla av Hessen-Darmstadt (1652–1712)  

 - - - 

 592. Farfars morfars morfars farfars far: Kristian August av Holstein-Gottorp (1673–1726)  

 593. Farfars morfars morfars farfars mor: Albertina Fredrika av Baden-Durlach (1682–1755)  

 594. Farfars morfars morfars farmors far: Fredrik Wilhelm I av Preussen (1688–1740)  

 595. Farfars morfars morfars farmors mor: Sofia Dorotea av Hannover (1687–1757)  

 - - - 

 626. Farfars mormors morfars farmors far: Karl I av Braunschweig-Wolfenbüttel (1713–1780)  

 627. Farfars mormors morfars farmors mor: Filippa Charlotta av Preussen (1716–1801)  

 - - - 

 632. Farfars mormors mormors farfars far: Karl Fredrik, hertig av Holstein-Gottorp (1700–1739)  

 633. Farfars mormors mormors farfars mor: Anna Petrovna av Ryssland (1708–1728)  

 634. Farfars mormors mormors farmors far: Kristian August, furste av Anhalt-Zerbst (1690–1747)  

 635. Farfars mormors mormors farmors mor: Johanna Elisabeth av Holstein-Gottorp (1712–1760)  

 - - - 

 654. Farmors farfars farmors mormors far: Ludvig Christian av Stolberg-Gedern (1652–1710)  

 655. Farmors farfars farmors mormors mor: Christine av Mecklenburg-Güstrow (1663–1749)  

 656. Farmors farfars morfars farfars far: Fredrik II av Sachsen-Gotha-Altenburg (1676–1732) (jfr 338)  

 657. Farmors farfars morfars farfars mor: Magdalena Augusta av Anhalt-Zerbst (1679–1740) (jfr 339)  

 - - - 

 668. Farmors farfars mormors morfars far: Fredrik II av Sachsen-Gotha-Altenburg (1676–1732) (jfr 338, 656)  

 669. Farmors farfars mormors morfars mor: Magdalena Augusta av Anhalt-Zerbst (1679–1740) (jfr 339, 657)  

 - - - 

 672. Farmors farmors farfars farfars far: Georg I av Storbritannien (1660–1727)  

 673. Farmors farmors farfars farfars mor: Sofia Dorotea av Celle (1666–1727)  

 674. Farmors farmors farfars farmors far: Johan Fredrik av Brandenburg-Ansbach (1654–1686)  

 675. Farmors farmors farfars farmors mor: Eleonore Erdmuthe av Sachsen-Eisenach (1662–1696)  

 676. Farmors farmors farfars morfars far: Fredrik I av Sachsen-Gotha-Altenburg (1646–1691)  

 677. Farmors farmors farfars morfars mor: Magdalena Sibylla av Sachsen-Weissenfels (1648–1681)  

 - - - 

 836. Morfars morfars farfars morfars far: Christian II av Zweibrücken-Birkenfeld (1637–1717)  

 837. Morfars morfars farfars morfars mor: Katharina Agathe von Rappoltstein (1648–1683)  

 838. Morfars morfars farfars mormors far: Ludwig, greve av Nassau-Saarbrücken (1663–1713)  

 839. Morfars morfars farfars mormors mor: Philippine Henriette av Hohenlohe-Langenburg (1679–1751)  

 - - - 

 896. Mormors farfars farfars farfars far: Fredrik Ludvig av Holstein-Beck (1653–1728)  

 897. Mormors farfars farfars farfars mor: Charlotta av Augustenburg (1658–1740)  

 898. Mormors farfars farfars farmors far: Philipp, lantgreve av Hessen-Philippsthal (1655–1721)
 

 899. Mormors farfars farfars farmors mor: Katharina Amalie av Solms-Laubach (1654–1736)  

 900. Mormors farfars farfars morfars far: Alexander von Dohna-Schlobitten (1661–1728)  

 901. Mormors farfars farfars morfars mor:  Amalie Louise zu Dohna (1661–1724)  

 902. Mormors farfars farfars mormors far: Fredrik Ludvig av Holstein-Beck (1653–1728) (jfr 896)  

 903. Mormors farfars farfars mormors mor: Charlotta av Augustenburg (1658–1740) (jfr 897)  

 - - - 

 920. Mormors farfars mormors farfars far: Fredrik IV av Danmark (1671–1730)  

 921. Mormors farfars mormors farfars mor: Louise av Mecklenburg-Güstrow (1667–1721)  

 922. Mormors farfars mormors farmors far: Kristian Henrik av Brandenburg-Kulmbach (1661–1708)  

 923. Mormors farfars mormors farmors mor: Sophie Christiane von Wolfstein (1667–1737)  

 - - - 

 960. Mormors morfars farfars farfars far: Fredrik Wilhelm av Augustenburg (1668–1714)  

 961. Mormors morfars farfars farfars mor: Sophie Amalie af Ahlefeldt (1675–1741)  

 - - - 

 1022. Mormors mormors mormors mormors far: Georg August av Erbach-Schönberg (1691–1758) (jfr 326, 350, 390 och 414)  

 1023. Mormors mormors mormors mormors mor: Ferdinande Henriette av Stolberg-Gedern (1699–1750) (jfr 327, 351, 391 och 415)  

### Generation 10
1024. Farfars farfars farfars farfars farfar: Pierre du Poey, senare Pierre de Bernadotte (ca 1624–ca 1659)  

 1025. Farfars farfars farfars farfars farmor: Marguerite/Margalide deu Barraqué (ca 1624–efter 1674)  

 - - - 

 1078. Farfars farfars mormors farmors morfar: Karl III Filip av Pfalz (1661–1742)  

 1079. Farfars farfars mormors farmors mormor: Ludovika Radziwill (1667–1695)  

 - - - 

 1082. Farfars farfars mormors morfars morfar: Johann Reinhard III av Hanau (1665–1736)  

 1083. Farfars farfars mormors morfars mormor: Dorothea Friederike av Brandenburg-Ansbach (1676–1731)  

 - - - 

 1120. Farfars farmors morfars farfars farfar: Friedrich Karl av Württemberg-Winnental (1652–1798)  

 1121. Farfars farmors morfars farfars farmor: Eleonore Juliane av Brandenburg-Ansbach (1663–1724)  

 1122. Farfars farmors morfars farfars morfar: Anselm Franz von Thurn und Taxis (1681–1739)  

 1123. Farfars farmors morfars farfars mormor: Maria Ludovika Anna von Lobkowicz (1683–1750)  

 1124. Farfars farmors morfars farmors farfar: Filip Vilhelm av Brandenburg-Schwedt (1669–1711)  

 1125. Farfars farmors morfars farmors farmor: Johanna Charlotte av Anhalt-Dessau (1682–1750)  

 1126. Farfars farmors morfars farmors morfar: Fredrik Vilhelm I av Preussen (1688–1740) (jfr 594)  

 1127. Farfars farmors morfars farmors mormor: Sofia Dorotea av Hannover (1687–1757) (jfr 595)  

 - - - 

 1152. Farfars morfars farfars farfars farfar: Fredrik VI av Baden-Durlach (1617–1677)  

 1153. Farfars morfars farfars farfars farmor: Christina Magdalena av Pfalz-Zweibrücken (1616–1662)  

 1154. Farfars morfars farfars farfars morfar: Fredrik III av Holstein-Gottorp (1597–1659)  

 1155. Farfars morfars farfars farfars mormor: Marie Elisabeth av Sachsen (1610–1684)  

 - - - 

 1158. Farfars morfars farfars farmors morfar: Ludvig VI av Hessen-Darmstadt (1630–1678)  

 1159. Farfars morfars farfars farmors mormor: Marie Elisabeth av Holstein-Gottorp (1634–1665)  

 - - - 

 1184. Farfars morfars morfars farfars farfar: Kristian Albrekt av Holstein-Gottorp (1641–1695)  

 1185. Farfars morfars morfars farfars farmor: Fredrika Amalia av Danmark (1649–1704)  

 1186. Farfars morfars morfars farfars morfar: Fredrik VII av Baden-Durlach (1647–1709) (jfr 576)  

 1187. Farfars morfars morfars farfars mormor: Augusta Maria av Holstein-Gottorp (1649–1728) (jfr 577)  

 1188. Farfars morfars morfars farmors farfar: Fredrik I av Preussen (1657–1713)  

 1189. Farfars morfars morfars farmors farmor: Sofia Charlotta av Hannover (1668–1705)  

 1190. Farfars morfars morfars farmors morfar: Georg I av Storbritannien (1660–1727) (jfr 672)  

 1191. Farfars morfars morfars farmors mormor: Sofia Dorotea av Celle (1666–1726) (jfr 673)  

 - - - 

 1252. Farfars mormors morfars farmors farfar: Ferdinand Albrekt II av Braunschweig-Wolfenbüttel (1680–1735)  

 1253. Farfars mormors morfars farmors farmor: Antoinette Amalie av Braunschweig-Wolffenbüttel (1696–1762)  

 - - - 

 1264. Farfars mormors mormors farfars farfar: Fredrik IV av Holstein-Gottorp (1671–1702)  

 1265. Farfars mormors mormors farfars farmor: Hedvig Sofia av Sverige (1681–1708)  

 1266. Farfars mormors mormors farfars morfar: Peter I av Ryssland (1672–1725)  

 1267. Farfars mormors mormors farfars mormor: Katarina I av Ryssland (1684–1727)  

 1268. Farfars mormors mormors farmors farfar: Johan Ludvig I av Anhalt-Zerbst (1656–1704)  

 1269. Farfars mormors mormors farmors farmor: Christine Eleonore von Zeutsch (1666–1699)  

 1270. Farfars mormors mormors farmors morfar: Kristian August av Holstein-Gottorp (1673–1729) (jfr 592)  

 1271. Farfars mormors mormors farmors mormor: Albertina Fredrika av Baden-Durlach (1682–1755) (jfr 593)  

 - - - 

 1310. Mormors farfars mormors farfars morfar: Gustav Adolf, hertig av Mecklenburg-Güstrow (1633–1695)  

 1311. Mormors farfars mormors farfars mormor: Magdalena Sibylla av Holstein-Gottorp (1631–1719)  

 - - - 

 1344. Farmors farmors farfars farfars farfar: Ernst August av Hannover (1629–1698)  

 1345. Farmors farmors farfars farfars farmor: Sofia av Pfalz (1630–1714)  

 1346. Farmors farmors farfars farfars morfar: Georg Wilhelm, hertig av Braunschweig-Lüneburg (1624–1705)  

 1347.  Farmors farmors farfars farfars mormor: Eleonore d'Olbreuse (1638–1722)  

 - - - 

 1354. Farmors farmors farfars morfars morfar: August av Sachsen-Weissenfels (1614–1680)  

 1355. Farmors farmors farfars morfars mormor: Anna Maria Dorotea av Mecklenburg-Schwerin (1627–1669)  

 - - - 

 1672. Morfars morfars farfars morfars farfar: Christian I av Pfalz-Birkenfeld-Bischweiler (1598–1654)  

 1673. Morfars morfars farfars morfars farmor: Magdalena Katharina av Pfalz-Zweibrücken (1607–1648)  

 - - - 

 1792. Mormors farfars farfars farfars farfar: August Filip av Holstein-Beck (1612–1675)  

 1793. Mormors farfars farfars farfars farmor: Marie Sibylle von Nassau-Saarbrücken (1628–1699)  

 1794. Mormors farfars farfars farfars morfar: Ernst Günther av Holstein-Augustenburg (1609–1689)  

 1795. Mormors farfars farfars farfars mormor: Augusta av Glücksburg (1633–1701)  

 1796. Mormors farfars farfars farmors farfar: Wilhelm VI av Hessen-Kassel (1629–1663)  

 1797. Mormors farfars farfars farmors farmor: Hedvig Sofia av Brandenburg (1623–1683)  

 1798. Mormors farfars farfars farmors morfar: Karl Otto, greve av Solms-Laubach (1633–1676)  

 1799. Mormors farfars farfars farmors mormor: Amöna Elisabeth von Bentheim-Steinfurt (1623–1701)  

 - - - 

 1802. Mormors farfars farfars morfars morfar: Christoph Delphicus zu Dohna (1628–1668)  

 1803. Mormors farfars farfars morfars mormor: Anna Gabrielsdotter Oxenstierna af Korsholm och Wasa (1620–1691)  

 - - - 

 1840. Mormors farfars mormors farfars farfar: Kristian V av Danmark (1646–1699)  

 1841. Mormors farfars mormors farfars farmor: Charlotta Amalia av Hessen-Kassel (1650–1714)  

 1842. Mormors farfars mormors farfars morfar: Gustav Adolf, hertig av Mecklenburg-Güstrow (1633–1695) (jfr 1310)  

 1843. Mormors farfars mormors farfars mormor: Magdalena Sibylla av Holstein-Gottorp (1631–1719) (jfr 1311)  

 - - - 

 1920. Mormors morfars farfars farfars farfar: Ernst Günther av Holstein-Augustenburg (1609–1689) (jfr 1794)  

 1921. Mormors morfars farfars farfars farmor: Augusta av Glücksburg (1633–1701) (jfr 1795)  

 - - - 

 2046. Mormors mormors mormors mormors morfar: Ludvig Christian av Stolberg-Gedern (1652–1710) (jfr 654)  

 2047. Mormors mormors mormors mormors mormor: Christine av Mecklenburg-Güstrow (1663–1749) (jfr 655)  

### Generation 11
2048. Farfars farfars farfars farfars farfars far: Joandou du Poey (1590–ca 1639)  

 2049. Farfars farfars farfars farfars farfars mor: Germaine de Bernadotte de Latour (ca 1587–efter 1639)  

 - - - 

 2156. Farfars farfars mormors farmors morfars far: Filip Vilhelm av Pfalz (1615–1690)  

 2157. Farfars farfars mormors farmors morfars mor: Elisabet Amalia av Hessen-Darmstadt (1635–1709)  

 2158. Farfars farfars mormors farmors mormors far: furst Boguslaw Radziwill (1620–1669)  

 2159. Farfars farfars mormors farmors mormors mor: Anna Maria Radziwill (1640–1667)  

 - - - 

 2164. Farfars farfars mormors morfars morfars far: Johann Reinhard II av Hanau-Lichtenberg (1628–1666)  

 2165. Farfars farfars mormors morfars morfars mor: Anna Magdalena av Pfalz-Bischweiler (1640–1693)  

 2166. Farfars farfars mormors morfars mormors far: Johan Fredrik av Brandenburg-Ansbach (1654–1686) (jfr 674)  

 2167. Farfars farfars mormors morfars mormors mor: Johanna Elisabeth av Baden-Durlach (1651–1680)  

 - - - 

 2246. Farfars farmors morfars farfars mormors far: Ferdinand August Leopold von Lobkowicz (1655–1715)  

 2247. Farfars farmors morfars farfars mormors mor: Maria Anna Wilhelmine av Baden-Baden (1655–1701)  

 - - - 

 2304. Farfars morfars farfars farfars farfars far: Fredrik V av Baden-Durlach (1594–1659)  

 2305. Farfars morfars farfars farfars farfars mor: Barbara av Württemberg (1593–1627)  

 2306. Farfars morfars farfars farfars farmors far: Johan Kasimir av Pfalz-Zweibrücken (1589–1652)  

 2307. Farfars morfars farfars farfars farmors mor: Katarina av Sverige (1584–1638)  

 2308. Farfars morfars farfars farfars morfars far: Johan Adolf av Holstein-Gottorp (1575–1616)  

 2309. Farfars morfars farfars farfars morfars mor: Augusta av Danmark (1580–1639)  

 2310. Farfars morfars farfars farfars mormors far: Johan Georg I av Sachsen (1585–1656)  

 2311. Farfars morfars farfars farfars mormors mor: Magdalena Sibylla av Preussen (1586–1659)  

 - - - 

 2318. Farfars morfars farfars farmors mormors far: Fredrik III av Holstein-Gottorp (1597–1659) (jfr 1154)  

 2319. Farfars morfars farfars farmors mormors mor: Marie Elisabeth av Sachsen (1610–1684) (jfr 1155)  

 - - - 

 2368. Farfars morfars morfars farfars farfars far: Fredrik III av Holstein-Gottorp (1597–1659) (jfr 1154, 2318)  

 2369. Farfars morfars morfars farfars farfars mor: Marie Elisabeth av Sachsen (1610–1684) (jfr 1155, 2319)  

 2370. Farfars morfars morfars farfars farmors far: Fredrik III av Danmark (1609–1670)  

 2371. Farfars morfars morfars farfars farmors mor: Sofia Amalia av Braunschweig-Lüneburg (1628–1685)  

 - - - 

 2376. Farfars morfars morfars farmors farfars far: Fredrik Vilhelm I av Brandenburg (1620–1688)  

 2377. Farfars morfars morfars farmors farfars mor: Lovisa Henrietta av Oranien-Nassau (1627–1667)  

 2378. Farfars morfars morfars farmors farmors far: Ernst August av Hannover (1629–1698) (jfr 1344)  

 2379. Farfars morfars morfars farmors farmors mor : Sofia av Pfalz (1630–1714) (jfr 1345)  

 - - - 

 2504. Farfars mormors morfars farmors farfars far: Ferdinand Albrekt I av Braunschweig-Wolfenbüttel-Bevern (1636–1687)  

 2505. Farfars mormors morfars farmors farfars mor: Christine av Hessen-Eschwege (1648–1702)  

 - - - 

 2528. Farfars mormors mormors farfars farfars far: Kristian Albrekt av Holstein-Gottorp (jfr 1184)  

 2529. Farfars mormors mormors farfars farfars mor: Fredrika Amalia av Danmark (jfr 1185)  

 2530. Farfars mormors mormors farfars farmors far: Karl XI av Sverige (1655–1697)  

 2531. Farfars mormors mormors farfars farmors mor: Ulrika Eleonora av Danmark (1656–1693)  

 2532. Farfars mormors mormors farfars morfars far: Aleksej I av Ryssland (1629–1676)  

 2533. Farfars mormors mormors farfars morfars mor: Natalja Narysjkina (1651–1694)  

 2534. Farfars mormors mormors farfars mormors far: Samuelis Skavronskis  

 2535. Farfars mormors mormors farfars mormors mor: Dorothea Hahn eller Elisabeth Moritz (säkra uppgifter saknas)  

 2536. Farfars mormors mormors farmors farfars far: Johann VI av Anhalt-Zerbst (1621–1667)  

 2537. Farfars mormors mormors farmors farfars mor: Sophie Auguste av Holstein-Gottorp (1630–1680)  

 - - - 

 2620. Mormors farfars mormors farfars morfars far: Johann Albrecht II av Mecklenburg (1590–1636)  

 2621. Mormors farfars mormors farfars morfars mor: Eleonore Marie av Anhalt-Bernburg (1600–1657)  

 2622. Mormors farfars mormors farfars mormors far: Fredrik III av Holstein-Gottorp (1597–1659) (jfr 1154, 2318, 2368)  

 2623. Mormors farfars mormors farfars mormors mor: Marie Elisabeth av Sachsen (1610–1684) (jfr 1154, 2319, 2369)  

 - - - 

 2688. Farmors farmors farfars farfars farfars far: Georg av Braunschweig-Lüneburg (1582–1641)  

 2689. Farmors farmors farfars farfars farfars mor: Anna Eleonora av Hessen-Darmstadt (1601–1659)  

 2690. Farmors farmors farfars farfars farmors far: Fredrik V av Pfalz (1596–1632)  

 2691. Farmors farmors farfars farfars farmors mor: Elisabet Stuart (1596–1662)  

 2692. Farmors farmors farfars farfars morfars far: Georg av Braunschweig-Lüneburg (1582–1641) (jfr 2688)  

 2693. Farmors farmors farfars farfars morfars mor: Anna Eleonora av Hessen-Darmstadt (1601–1659) (jfr 2689)  

 2694. Farmors farmors farfars farfars mormors far: Alexandre II Desmier d'Olbreuse (1608–1660)  

 2695. Farmors farmors farfars farfars mormors mor: Jacquette Poussard de Vandré (1610–1648)  

 - - - 

 2710. Farmors farmors farfars morfars mormors far: Adolf Fredrik I av Mecklenburg (1588–1658)  

 2711. Farmors farmors farfars morfars mormors mor: Anna Maria av Ostfriesland (1601–1634)  

 - - - 

 3344. Morfars morfars farfars morfars farfars far: Karl I av Pfalz-Zweibrücken-Birkenfeld (1560–1600)  

 3345. Morfars morfars farfars morfars farfars mor: Dorothea av Braunschweig-Lüneburg (1570–1640)  

 3346. Morfars morfars farfars morfars farmors far: Johan II av Pfalz-Zweibrücken (1584–1635)  

 3347. Morfars morfars farfars morfars farmors mor: Cathérine de Rohan (1578–1607)  

 - - - 

 3584. Mormors farfars farfars farfars farfars far: Alexander av Sonderburg (1573–1627)  

 3585. Mormors farfars farfars farfars farfars mor: Dorothea von Schwarzburg-Sondershausen (1579–1639)  

 3586. Mormors farfars farfars farfars farmors far: Wilhelm Ludwig, greve av Nassau-Saarbrücken (1590–1640)  

 3587. Mormors farfars farfars farfars farmors mor: Anna Amalie av Baden-Durlach (1595–1651)  

 3588. Mormors farfars farfars farfars morfars far: Alexander av Sonderburg (1573–1627) (jfr 3584)  

 3589. Mormors farfars farfars farfars morfars mor:  Dorothea von Schwarzburg-Sondershausen (1579–1639) (jfr 3585)  

 3590. Mormors farfars farfars farfars mormors far: Philipp, hertig av Schleswig-Holstein-Sonderburg-Glücksburg (1584–1663)  

 3591. Mormors farfars farfars farfars mormors mor: Sophie Hedwig av Sachsen-Lauenburg (1601–1660)  

 3592. Mormors farfars farfars farmors farfars far: Wilhelm V av Hessen-Kassel (1602–1663)  

 3593. Mormors farfars farfars farmors farfars mor: Amalie Elisabeth av Hanau-Münzenberg (1602–1651)  

 3594. Mormors farfars farfars farmors farmors far: Georg Vilhelm av Brandenburg (1595–1640)  

 3595. Mormors farfars farfars farmors farmors mor: Elisabeth Charlotta av Pfalz (1597–1660)  

 - - - 

 3604. Mormors farfars farfars morfars morfars far: Christoph von Dohna (1583–1637)  

 3605. Mormors farfars farfars morfars morfars mor: Ursula zu Solms-Braunfels (1594–1657)  

 3606. Mormors farfars farfars morfars mormors far: Gabriel Bengtsson Oxenstierna af Korsholm och Wasa (1586–1656)  

 3607. Mormors farfars farfars morfars mormors mor: Anna Gustafsdotter Banér (1585–1656)  

 - - - 

 3680. Mormors farfars mormors farfars farfars far: Fredrik III av Danmark (1609–1670) (jfr 2370)  

 3681. Mormors farfars mormors farfars farfars mor: Sofia Amalia av Braunschweig-Lüneburg (1628–1685) (jfr 2371)  

 3682. Mormors farfars mormors farfars farmors far: Wilhelm VI av Hessen-Kassel (1629–1663) (jfr 1796)  

 3683. Mormors farfars mormors farfars farmors mor: Hedvig Sofia av Brandenburg (1623–1683) (jfr 1797)  

 3684. Mormors farfars farfars morfars morfars far: Johann Albrecht II, hertig av Mecklenburg (1590–1636) (jfr 2620)  

 3685. Mormors farfars farfars morfars morfars mor: Eleonore Marie av Anhalt-Bernburg (1600–1657) (jfr 2621)  

 3686. Mormors farfars farfars morfars mormors far: Fredrik III av Holstein-Gottorp (1597–1659) (jfr 1154, 2318, 2368, 2622)  

 3687. Mormors farfars farfars morfars mormors mor:  Marie Elisabeth av Sachsen (1610–1684) (jfr 1155, 2319, 2369, 2623)  

 - - - 

 4094. Mormors mormors mormors mormors mormors far: Gustav Adolf, hertig av Mecklenburg-Güstrow (1633–1695)  

 4095. Mormors mormors mormors mormors mormors mor: Magdalena Sibylla av Holstein-Gottorp (1631–1719)  

### Generation 12
4098. Farfars farfars farfars farfars farfars morfar: Jean de Layus/Jean de Latour/Jean de Lafun (ca 1560–ca 1639)  

 4099. Farfars farfars farfars farfars farfars mormor: Estébène de Butleret/Estébène de Bernadotte (ca 1565–ca 1639)  

 - - - 

 4312. Farfars farfars mormors farmors morfars farfar: Wolfgang Wilhelm av Pfalz-Neuburg (1578–1653)  

 4313. Farfars farfars mormors farmors morfars farmor: Magdalena av Bayern (1587–1628)  

 - - - 

 4334. Farfars farfars mormors morfars mormors morfar: Fredrik VI av Baden-Durlach (1617–1677) (jfr 1152)  

 4335. Farfars farfars mormors morfars mormors mormor:  Christina Magdalena av Pfalz-Zweibrücken (1616–1662) (jfr 1153)  

 - - - 

 4494. Farfars farmors morfars farfars mormors morfar: Vilhelm I av Baden (1593–1677)  

 4495. Farfars farmors morfars farfars mormors mormor: Maria Magdalena av Oettingen-Baldern (1619–1688)  

 - - - 

 4608. Farfars morfars farfars farfars farfars farfar: Georg Fredrik av Baden-Durlach (1573–1638)  

 4609. Farfars morfars farfars farfars farfars farmor: Juliane Ursula av Salm-Neufville (1572–1614)  

 4610. Farfars morfars farfars farfars farfars morfar: Fredrik I av Württemberg (1557–1608)  

 4611. Farfars morfars farfars farfars farfars mormor: Sibylla av Anhalt (1564–1614)  

 4612. Farfars morfars farfars farfars farmors farfar: Johan I av Pfalz-Zweibrücken (1550–1604)  

 4613. Farfars morfars farfars farfars farmors farmor: Magdalena av Jülich-Cleve-Berg (1553–1633)  

 4614. Farfars morfars farfars farfars farmors morfar: Karl IX av Sverige (1550–1611)  

 4615. Farfars morfars farfars farfars farmors mormor: Maria av Pfalz (1561–1589)  

 4616. Farfars morfars farfars farfars morfars farfar: Adolf av Holstein-Gottorp (1526–1586)  

 4617. Farfars morfars farfars farfars morfars farmor: Kristina av Hessen (1543–1604)  

 4618. Farfars morfars farfars farfars morfars morfar: Fredrik II av Danmark (1534–1588)  

 4619. Farfars morfars farfars farfars morfars mormor: Sofia av Mecklenburg (1557–1631)  

 4620. Farfars morfars farfars farfars mormors farfar: Kristian I av Sachsen (1560–1591)  

 4621. Farfars morfars farfars farfars mormors farmor: Sofia av Brandenburg (1568–1622)  

 4622. Farfars morfars farfars farfars mormors morfar: Albrekt Fredrik av Preussen (1553–1618)  

 4623. Farfars morfars farfars farfars mormors mormor: Maria Eleonora av Kleve (1550–1608)  

 - - - 

 4740. Farfars morfars morfars farfars farmors farfar: Kristian IV av Danmark (1577–1648)  

 4741. Farfars morfars morfars farfars farmors farmor: Anna Katarina av Brandenburg (1575–1612)  

 4742. Farfars morfars morfars farfars farmors morfar: Georg av Braunschweig-Lüneburg (1582–1641) (jfr 2688, 2692)  

 4743. Farfars morfars morfars farfars farmors mormor: Anna Eleonora av Hessen-Darmstadt (1601–1659) (jfr 2689, 2693)  

 - - - 

 4752. Farfars morfars morfars farmors farfars farfar: Georg Vilhelm av Brandenburg (1595–1640) (jfr 3594)  

 4753. Farfars morfars morfars farmors farfars farmor: Elisabeth Charlotta av Pfalz (1597–1660) (jfr 3595)  

 4754. Farfars morfars morfars farmors farfars morfar: Fredrik Henrik av Oranien (1584–1647)  

 4755. Farfars morfars morfars farmors farfars mormor: Amalia av Solms-Braunfels (1602–1675)  

 - - - 

 5008. Farfars mormors morfars farmors farfars farfar: August II av Braunschweig-Wolfenbüttel (1579–1666)  

 5009. Farfars mormors morfars farmors farfars farmor: Sophie Elisabeth av Mecklenburg (1613–1676)  

 - - - 

 5060. Farfars mormors mormors farfars farmors farfar: Karl X Gustav av Sverige (1622–1660)  

 5061. Farfars mormors mormors farfars farmors farmor: Hedvig Eleonora av Holstein-Gottorp (1636–1715)  

 5062. Farfars mormors mormors farfars farmors morfar: Fredrik III av Danmark (1609–1670) (jfr 2370, 3680)  

 5063. Farfars mormors mormors farfars farmors mormor: Sofia Amalia av Braunschweig-Lüneburg (1628–1685) (jfr 2371, 3681)  

 5064. Farfars mormors mormors farfars morfars farfar: Mikael I av Ryssland (1596–1645)  

 5065. Farfars mormors mormors farfars morfars farmor: Jevdokija Lukjanovna Stresjnjova (1608–1645)  

 5066.  Farfars mormors mormors farfars morfars morfar: Kirill Poluektovitj Narysjkin (1623–1691)  

 5067.  Farfars mormors mormors farfars morfars mormor: Anna Leontievna Leontiev (?–1706)  

 - - - 

 5072. Farfars mormors mormors farmors farfars farfar: Rudolf av Anhalt-Zerbst (1576–1621)  

 5073. Farfars mormors mormors farmors farfars farmor: Magdalene av Oldenburg (1585–1657)  

 5074. Farfars mormors mormors farmors farfars morfar: Fredrik III av Holstein-Gottorp (1597–1659) (jfr 1154, 2318, 2368, 2622, 3686)  

 5075. Farfars mormors mormors farmors farfars mormor: Marie Elisabeth av Sachsen (1610–1684) (jfr 1155, 2319, 2369, 2623, 3687)  

 - - - 

 5376. Farmors farmors farfars farfars farfars farfar: Wilhelm d.y. av Braunschweig-Lüneburg (1535–1592)  

 5377. Farmors farmors farfars farfars farfars farmor: Dorothea av Danmark (1546–1617)  

 5378. Farmors farmors farfars farfars farfars morfar: Ludvig V av Hessen-Darmstadt (1577–1626)  

 5379. Farmors farmors farfars farfars farfars mormor: Magdalena av Brandenburg (1582–1616)  

 5380. Farmors farmors farfars farfars farmors farfar: Fredrik IV av Pfalz (1574–1610)  

 5381. Farmors farmors farfars farfars farmors farmor: Louise Juliana av Oranien (1576–1644)  

 5382. Farmors farmors farfars farfars farmors morfar: Jakob I av England (1566–1625)  

 5383. Farmors farmors farfars farfars farmors mormor: Anne av Danmark (1574–1619)  

 - - - 

 5420. Farmors farmors farfars morfars mormors farfar: Johan V av Mecklenburg (1558–1592)  

 5421. Farmors farmors farfars morfars mormors farmor: Sofie av Holstein-Gottorp (1569–1634)  

 5422. Farmors farmors farfars morfars mormors morfar: Enno III av Ostfriesland (1563–1625)  

 5423. Farmors farmors farfars morfars mormors mormor: Anna av Holstein-Gottorp (1575–1610)  

 - - - 

 6688. Morfars morfars farfars morfars farfars farfar: Wolfgang av Pfalz-Zweibrücken (1526–1569)  

 6689. Morfars morfars farfars morfars farfars farmor: Anna av Hessen (1529–1591)  

 6690. Morfars morfars farfars morfars farfars morfar: Wilhelm d.y. av Braunschweig-Lüneburg (1535–1592) (jfr 4760)  

 6691. Morfars morfars farfars morfars farfars mormor: Dorothea av Danmark (1546–1617) (jfr 4761)  

 6692. Morfars morfars farfars morfars farmors farfar: Johan I av Pfalz-Zweibrücken (1550–1604) (jfr 4612)  

 6693. Morfars morfars farfars morfars farmors farmor: Magdalena av Jülich-Cleve-Berg (1553–1633) (jfr 4613)  

 6694. Morfars morfars farfars morfars farmors morfar: René II de Rohan (1550–1586)  

 6695. Morfars morfars farfars morfars farmors mormor: Catherine de Parthenay (1554–1631)  

 - - - 

 7168. Mormors farfars farfars farfars farfars farfar: Hans d.y. av Sönderborg (1545–1622)  

 7169. Mormors farfars farfars farfars farfars farmor: Elisabeth av Braunschweig-Grubenhagen (1550–1586)  

 - - - 

 7174. Mormors farfars farfars farfars farmors morfar: Georg Fredrik av Baden-Durlach (1573–1638) (jfr 4608)  

 7175. Mormors farfars farfars farfars farmors mormor: Juliane Ursula av Salm-Neufville (1572–1614) (jfr 4609)  

 - - - 

 7180. Mormors farfars farfars farfars mormors farfar: Hans d.y. av Sönderborg (1545–1622) (jfr 7168)  

 7181. Mormors farfars farfars farfars mormors farmor: Elisabeth av Braunschweig-Grubenhagen (1550–1586) (jfr 7169)  

 7182. Mormors farfars farfars farfars mormors morfar: Franz II av Sachsen-Lauenburg (1547–1619)  

 7183.  Mormors farfars farfars farfars mormors mormor: Maria av Braunschweig-Wolfenbüttel (1566–1626)  

 7184. Mormors farfars farfars farmors farfars farfar: Moritz den lärde av Hessen-Kassel (1572–1632)  

 7185. Mormors farfars farfars farmors farfars farmor: Agnes av Solms-Laubach (1578–1602)  

 7186. Mormors farfars farfars farmors farfars morfar: Filip Ludwig II av Hanau-Münzenberg (1576–1612)  

 7187. Mormors farfars farfars farmors farfars mormor: Katarina Belgica av Oranien-Nassau (1578–1648)  

 7188. Mormors farfars farfars farmors farmors farfar: Johan Sigismund av Brandenburg (1572–1619)  

 7189. Mormors farfars farfars farmors farmors farmor: Anna av Preussen (1576–1625)  

 7190. Mormors farfars farfars farmors farmors morfar: Fredrik IV av Pfalz (1574–1610) (jfr 5380)  

 7191. Mormors farfars farfars farmors farmors mormor: Louise Juliana av Oranien (1576–1644) (jfr 5381)  

 - - - 

 7212. Mormors farfars farfars morfars mormors farfar: Bengt Gabrielsson Oxenstierna (c 1550–1591)  

 7213. Mormors farfars farfars morfars mormors farmor: Sigrid Gustafsdotter Tre Rosor  

 7214. Mormors farfars farfars morfars mormors morfar: Gustav Axelsson Banér (1547–1600)  

 7215. Mormors farfars farfars morfars mormors mormor: Kristina Sture (1559–1619)  

 - - - 

 8190. Mormors mormors mormors mormors mormors morfar: Fredrik III av Holstein-Gottorp (1597–1659) (jfr 1154, 2318, 2368, 2622, 3686, 5074)  

 8191. Mormors mormors mormors mormors mormors mormor: Maria Elisabeth av Sachsen (1610–1684) (jfr 1155, 2319, 2369, 2623, 3687, 5075)  

### Generation 13
8624. Farfars farfars mormors farmors morfars farfars far: Filip Ludvig av Pfalz-Neuburg (1547–1614)  

 8625. Farfars farfars mormors farmors morfars farfars mor: Anna av Jülich (1552–1632)  

 8626. Farfars farfars mormors farmors morfars farmors far: Vilhelm V av Bayern (1548–1626)  

 8627. Farfars farfars mormors farmors morfars farmors mor: Renata av Lothringen (1544–1602)  

 - - - 

 8988. Farfars farmors morfars farfars mormors morfars far: Edvard Fortunatus av Baden (1565–1600)  

 8989. Farfars farmors morfars farfars mormors morfars mor: Maria von Eicken (1569–1636)  

 - - - 

 9216. Farfars morfars farfars farfars farfars farfars far: Karl II av Baden-Durlach (1529–1577)  

 9217. Farfars morfars farfars farfars farfars farfars mor: Anna av Pfalz-Veldenz (1540–1586)  

 - - - 

 9224. Farfars morfars farfars farfars farmors farfars far:  Wolfgang av Pfalz-Zweibrücken (1526–1569) (jfr 6688)  

 9225. Farfars morfars farfars farfars farmors farfars mor:  Anna av Hessen (1529–1591) (jfr 6689)  

 9226. Farfars morfars farfars farfars farmors farmors far: Vilhelm V av Kleve (1516–1592)  

 9227. Farfars morfars farfars farfars farmors farmors mor: Maria av Österrike (1531–1581)  

 9228. Farfars morfars farfars farfars farmors morfars far: Gustav I av Sverige (1496–1560)  

 9229. Farfars morfars farfars farfars farmors morfars mor: Margareta Eriksdotter (Leijonhufvud) (1516–1551)  

 9230. Farfars morfars farfars farfars farmors mormors far: Ludvig VI av Pfalz (1539–1583)  

 9231. Farfars morfars farfars farfars farmors mormors mor: Elisabeth av Hessen (1539–1582)  

 9232. Farfars morfars farfars farfars morfars farfars far: Fredrik I av Danmark (1471–1533)  

 9233. Farfars morfars farfars farfars morfars farfars mor: Sophie av Pommern (1498–1568)  

 9234. Farfars morfars farfars farfars morfars farmors far: Filip den ädelmodige av Hessen (1504–1567)  

 9235. Farfars morfars farfars farfars morfars farmors mor: Christina av Sachsen (1505–1549)  

 9236. Farfars morfars farfars farfars morfars morfars far: Kristian III av Danmark (1503–1559)  

 9237. Farfars morfars farfars farfars morfars morfars mor: Dorothea av Sachsen-Lauenburg (1511–1571)  

 9238. Farfars morfars farfars farfars morfars mormors far: Ulrik III av Mecklenburg-Güstrow (1527–1603)  

 9239. Farfars morfars farfars farfars morfars mormors mor: Elisabet av Danmark (1524–1586)  

 9240. Farfars morfars farfars farfars mormors farfars far: August I av Sachsen 1526–1586  

 9241. Farfars morfars farfars farfars mormors farfars mor: Anna av Danmark 1532–1585  

 9242. Farfars morfars farfars farfars mormors farmors far: Johan Georg av Brandenburg 1525–1598  

 9243. Farfars morfars farfars farfars mormors farmors mor: Sabina av Brandenburg-Ansbach 1529–1575  

 9244. Farfars morfars farfars farfars mormors morfars far: Albrekt av Preussen (1490–1568)  

 9245. Farfars morfars farfars farfars mormors morfars mor: Anna Maria av Braunschweig-Lüneburg (1532–1568)  

 9246. Farfars morfars farfars farfars mormors mormors far: Vilhelm V av Kleve (1516–1592) (jfr 9226)  

 9247.  Farfars morfars farfars farfars mormors mormors mor: Maria av Österrike (1531–1581) (jfr 9227)  

 - - - 

 9480. Farfars morfars morfars farfars farmors farfars far: Fredrik II av Danmark (1534–1588) (jfr 4618)  

 9481. Farfars morfars morfars farfars farmors farfars mor: Sofia av Mecklenburg (1557–1631) (jfr 4619)  

 9482.  Farfars morfars morfars farfars farmors farmors far: Joakim Fredrik av Brandenburg (1546–1608)  

 9483. Farfars morfars morfars farfars farmors farmors mor: Katarina av Brandenburg-Küstrin (1549–1602)  

 - - - 

 9508. Farfars morfars morfars farmors farfars morfars far: Vilhelm I av Oranien (1533–1584)  

 9509. Farfars morfars morfars farmors farfars morfars mor: Louise de Coligny (1555–1620)  

 9510. Farfars morfars morfars farmors farfars mormors far: Johann Albrecht I av Solms-Braunfels (1563–1623)  

 9511. Farfars morfars morfars farmors farfars mormors mor: Agnes av Sayn-Wittgenstein (1569–1617)  

 - - - 

 10120. Farfars mormors mormors farfars farmors farfars far: Johan Kasimir av Pfalz-Zweibrücken (1589–1652) (jfr 2306)  

 10121. Farfars mormors mormors farfars farmors farfars mor: Katarina av Sverige (1584–1638) (jfr 2307)  

 10122. Farfars mormors mormors farfars farmors farmors far: Fredrik III av Holstein-Gottorp (1597–1659) (jfr 1154, 2318, 2368, 2622, 3686, 5074, 8190)  

 10123. Farfars mormors mormors farfars farmors farmors mor: Marie Elisabeth av Sachsen (1610–1684) (jfr 1155, 2319, 2369, 2623, 3687, 5075, 8191)  

### Några fakta ur antavlan
| Generation | Antal personer | Antal olika personer | Födda     | Döda      |
| ---------- | -------------- | -------------------- | --------- | --------- |
| 1          | 2              | 2                    | 1906–1908 | 1947–1972 |
| 2          | 4              | 4                    | 1882–1885 | 1920–1973 |
| 3          | 8              | 8                    | 1850–1862 | 1884–1950 |
| 4          | 16             | 14                   | 1814–1838 | 1861–1923 |
| 5          | 32             | 26                   | 1767–1811 | 1820–1890 |
| 6          | 64             | 44                   | 1728–1788 | 1796–1861 |

### Webbkällor
- Wikipedia på bl.a. ”svenska”. http://sv.wikipedia.org., ”engelska”. http://en.wikipedia.org., ”tyska”. http://de.wikipedia.org., ”danska”. http://da.wikipedia.org., ”holländska”. http://nl.wikipedia.org. och ”katalanska”. http://ca.wikipedia.org.
- ”Nordisk familjebok”. (Nordisk familjebok) Nordisk familjeboks förlags AB/Projekt Runeberg. https://runeberg.org/nf. Utgiven 1876–1926. (”Exempel, person 64”. https://runeberg.org/nfbc/0041.html.)
- ”Dansk biografisk lexikon, första utgåvan”. (Dansk biografisk lexikon) Gyldendalske Boghandels Forlag/Projekt Runeberg. https://runeberg.org/dbl. Utgiven 1887–1905. (”Exempel, person 122”. https://runeberg.org/dbl/4/0188.html.)
- ”Dansk biografisk lexikon, tredje utgåvan”. (Dansk biografisk lexikon) Den store danske. http://www.denstoredanske.dk/Dansk_Biografisk_Leksikon. Utgiven 1979–1984. (”Exempel, person 122”. http://www.denstoredanske.dk/Dansk_Biografisk_Leksikon/Samfund,_jura_og_politik/Myndigheder_og_politisk_styre/Amtmand/Conrad_Danneskiold-Sams%C3%B8e.)
- ”Historiska personer”. http://historiska-personer.nu. Innehåller historiska personer främst i Norden, men även i andra kringliggande länder. (”Exempel, person 17”. Arkiverad från originalet den 24 juni 2011. https://web.archive.org/web/20110624044952/http://historiska-personer.nu/min-s/pa36cc5a7.html. Läst 28 juni 2012.)
- ”The Peerage”. http://www.thepeerage.com. Innehåller kungliga släkter i Europa och adliga släkter i Storbritannien.  (”Exempel, person 21”. http://www.thepeerage.com/p10065.htm#i100648.)
- ”RoyaList Online”. Arkiverad från originalet den 28 juni 2012. https://web.archive.org/web/20120628200950/http://www.royalist.info/. Läst 28 juni 2012. Innehåller släktskap mellan europeiska kungligheter. (”Exempel, person 5”. http://www.royalist.info/execute/biog?person=1608.)
- ”Geneall”. http://www.geneall.net. Innehåller släktskap mellan kungligheter över hela världen. (”Exempel, person 12”. http://www.geneall.net/U/per_page.php?id=6044.)
- ”allen-een-familie.com”. Arkiverad från originalet den 12 oktober 2012. https://web.archive.org/web/20121012061633/http://www.allen-een-familie.com/Genealogy/index.php?ctype=gedcom&ged=koninklijk. Läst 28 juni 2012. Nederländsk webbplats med släktskap mellan europeiska kungligheter. (”Exempel, person 29”. http://www.allen-een-familie.com/Genealogy/individual.php?pid=I43390&ged=koninklijk.[död länk])

### Fotnoter
1. 1 2 3 4 5  ”Från Jean Bernadottes ungdom”. P.A. Norstedt & söners Förlag/Projekt Runeberg. https://runeberg.org/jeanbern. Utgiven 1889.
2. 1 2 3 4  ”Karl XIV Johan på Answers.com”. http://www.answers.com/topic/charles-xiv-of-sweden.
3. 1 2 3 4  ”Bernadotte-släktträd på Wikimedia i form av en PDF-fil”. http://upload.wikimedia.org/wikipedia/commons/a/a8/ORIGINEDE_LA_FAMILLE_BERNADOTTE.pdf.[död länk]
4. 1 2 3 4  ”Karl XIV Johan på Historiska-personer.nu”. Arkiverad från originalet den 5 mars 2016. https://web.archive.org/web/20160305113850/http://historiska-personer.nu/min-s/a37c24b11.html. Läst 30 juni 2012.
5. 1 2 3 4  ”Jean Bernadotte (nr 512) m.fl. på Geni.com”. http://www.geni.com/people/Jean-de-Bernadotte/6000000001561536894.